# Paul Gauguin

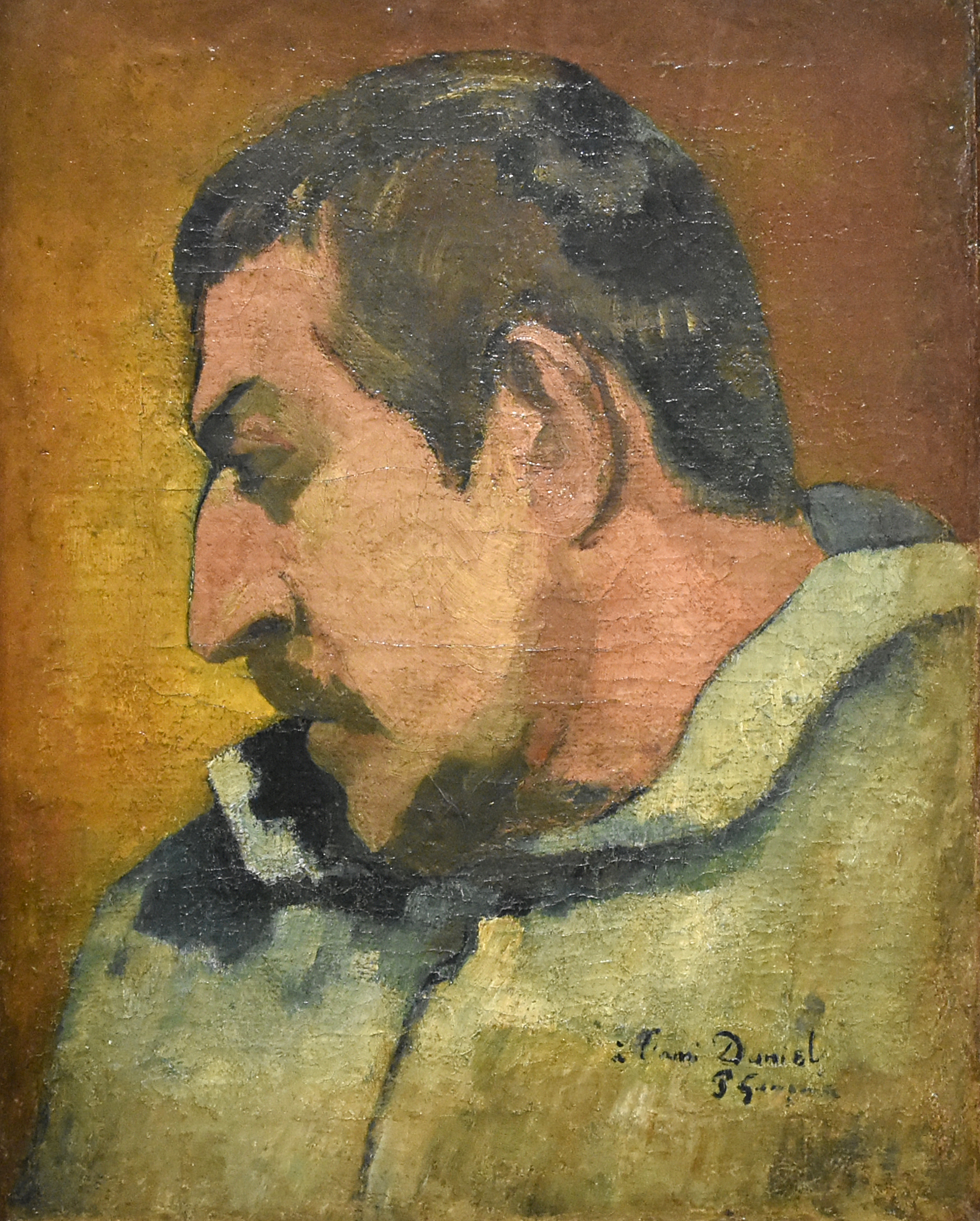
Zelfportret, 1896, Musée d'Orsay, Parijs

Eugène Henri Paul Gauguin (Parijs, 7 juni 1848 – Atuona op de Marquesaseilanden, 8 mei 1903) was een Franse kunstschilder. Zijn werk wordt meestal gekenschetst als postimpressionistisch, dat van na 1891 als symbolistisch.

## Levensloop
In 1850 verliet het gezin Parijs en ging naar Peru, gemotiveerd door het politieke klimaat van die periode (na de staatsgreep van Napoleon III ). Zijn vader Clovis stierf tijdens de reis, waardoor de 18 maanden oude Paul, zijn moeder en zijn zus aan hun lot werden overgelaten. Ze woonden vijf jaar in Lima bij de oom van Paul en zijn gezin. De beelden uit Peru zouden uiteindelijk een grote invloed hebben op de kunst van Gauguin. Het was in Lima waar Gauguin zijn vroege jeugd ontwikkelde en de prikkels van zijn Lima-omgeving ontving. Zijn moeder bewonderde precolumbiaanse kunst, vooral keramiek, sinds ze stukken van Inca-oorsprong verzamelde. Als gevolg van zijn fascinatie voor oude Peruaanse culturen gebruikte Gauguin het beeld van een Peruaanse mummie in meer dan twintig van zijn werken.
Na zijn opleiding in Orléans bracht Gauguin zes jaar door in de koopvaardij. Later diende hij in de Franse marine. Bij terugkomst in Frankrijk in 1870 werd hij assistent bij een beursmakelaar. Gustave Arosa, die Gauguins voogd werd toen hij op 19-jarige leeftijd zijn moeder verloor, bracht hem in contact met de schilderkunst. Dezelfde Arosa had hem ook aan zijn baan geholpen bij de marine en later bij de bank. Arosa is dus een sleutelfiguur in het leven van Gauguin, omdat hij indirect ook een grote invloed zou gaan hebben op de kunst van Gauguin. Dit had ook te maken met het feit dat Arosa een grote liefde had voor amateurfotografie en goed bevriend was met Nadar, die foto's maakte als reproductie van belangrijke monumenten in de wereld, zoals de zuil van Trajanus en het Parthenon.
Gauguin huwde in november 1873 met de Deense Mette Sophie Gad, bij wie hij vijf kinderen kreeg. Hij werd een succesvolle beursmakelaar. Tevens werd hij kunstverzamelaar en een zeer verdienstelijk amateurschilder, die in impressionistische stijl werkte.
In 1882 stortte de beurs in en raakte Gauguin zijn baan kwijt. Tegen 1884 verhuisde Gauguin met zijn familie naar Kopenhagen, waar hij minder succes had in een loopbaan als vertegenwoordiger van een Franse textielfabrikant. Hij wilde echter liever fulltime gaan schilderen en keerde daarom in 1885 terug naar Parijs, na het mislukken van een tentoonstelling van zijn werk in Denemarken. Hij kon zijn vrouw en kinderen niet behoorlijk onderhouden, met als gevolg dat zijn vrouw terugging naar haar familie.
Gauguin woonde, op initiatief van de kunsthandelaar Theo van Gogh, twee maanden samen met diens broer Vincent van Gogh in Arles om te schilderen en van elkaar te leren. Het was geen gelukkige periode. Gauguin kreeg depressieve buien en deed een zelfmoordpoging. Uit de brieven van Van Gogh – die Gauguin financieel steunde – blijkt dat ze voortdurend ruzie hadden. Op een moment was Gauguin zo geschrokken van het gedrag van zijn huisgenoot, die hem tijdens een avondwandeling achtervolgde, dat hij een nacht in een hotel doorbracht. De volgende ochtend had Van Gogh een deel van zijn oor afgesneden. Daarop werd Van Gogh in een gesticht opgenomen en vertrok Gauguin uit Arles. Duitse wetenschappers beweren echter, na een langdurig onderzoek, dat Gauguin het oor van Van Gogh met een zwaard afhakte, na een ruzie. Ze zouden er zelf voor gekozen hebben om de toedracht geheim te houden. Gauguin deed dit om vervolging te voorkomen.
Er zijn schilderijen van Gauguin en Van Gogh die eruitzien alsof ze met dezelfde verf geschilderd zijn. Ze maakten ook portretten van elkaar. In 1886 kwamen Gauguin, Émile Bernard en Paul Sérusier naar Pont-Aven. Zij richtten er de School van Pont-Aven op. Tot die groep behoorde ook de Nederlandse schilder Meijer de Haan, met wie hij bevriend raakte en die hij diverse malen geportretteerd heeft. In 1891 vertrok Gauguin naar Frans-Polynesië om te ontsnappen uit de Europese beschaving, en aan "alles wat kunstmatig en conventioneel was". Hij had hierbij het beeld van de "nobele wilden" voor ogen (zoals beschreven door Jean-Jacques Rousseau) en wilde zich afzetten tegen de burgerlijke maatschappij. Wellicht heeft echter ook een rol gespeeld dat hij in Frankrijk als kunstenaar weinig erkenning kreeg. Hij verbleef eerst op Tahiti, dat hem echter zo tegenviel dat hij al snel verder doorreisde naar de Marquesaseilanden. Daarvandaan heeft hij nog slechts eenmaal Frankrijk bezocht. Hij leefde hier samen met Paou'óura, bij wie hij een zoon genaamd Émile kreeg, geboren in 1899.
Paul Gauguin stierf op 54-jarige leeftijd in 1903, ziek van syfilis en hartaanvallen. Hij ligt begraven op het kerkhof in Atuona, Hiva Oa, Marquesaseilanden.

## Schilderstijl

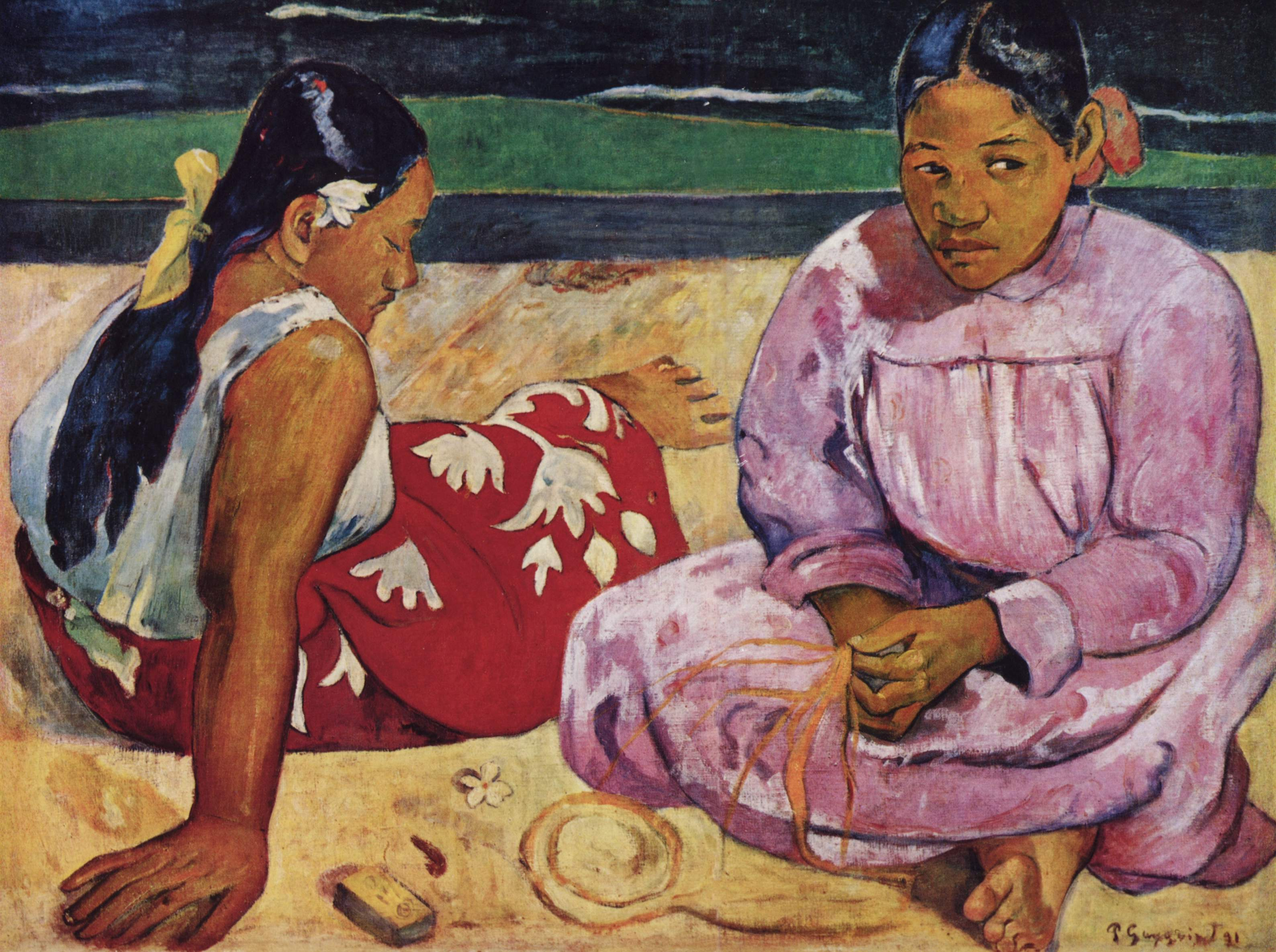
Tahitiaanse vrouwen op het strand (1891)

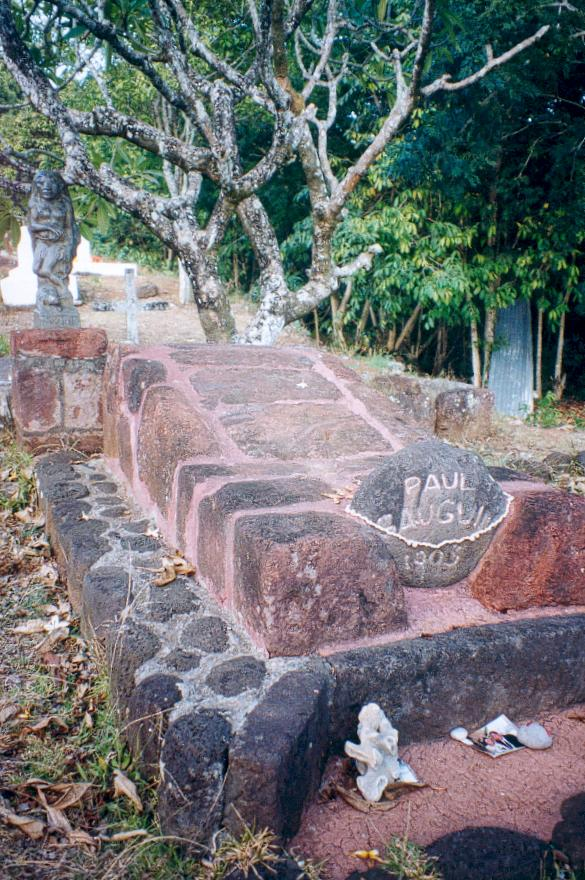
Gauguins graf in Atuona op Hiva Oa

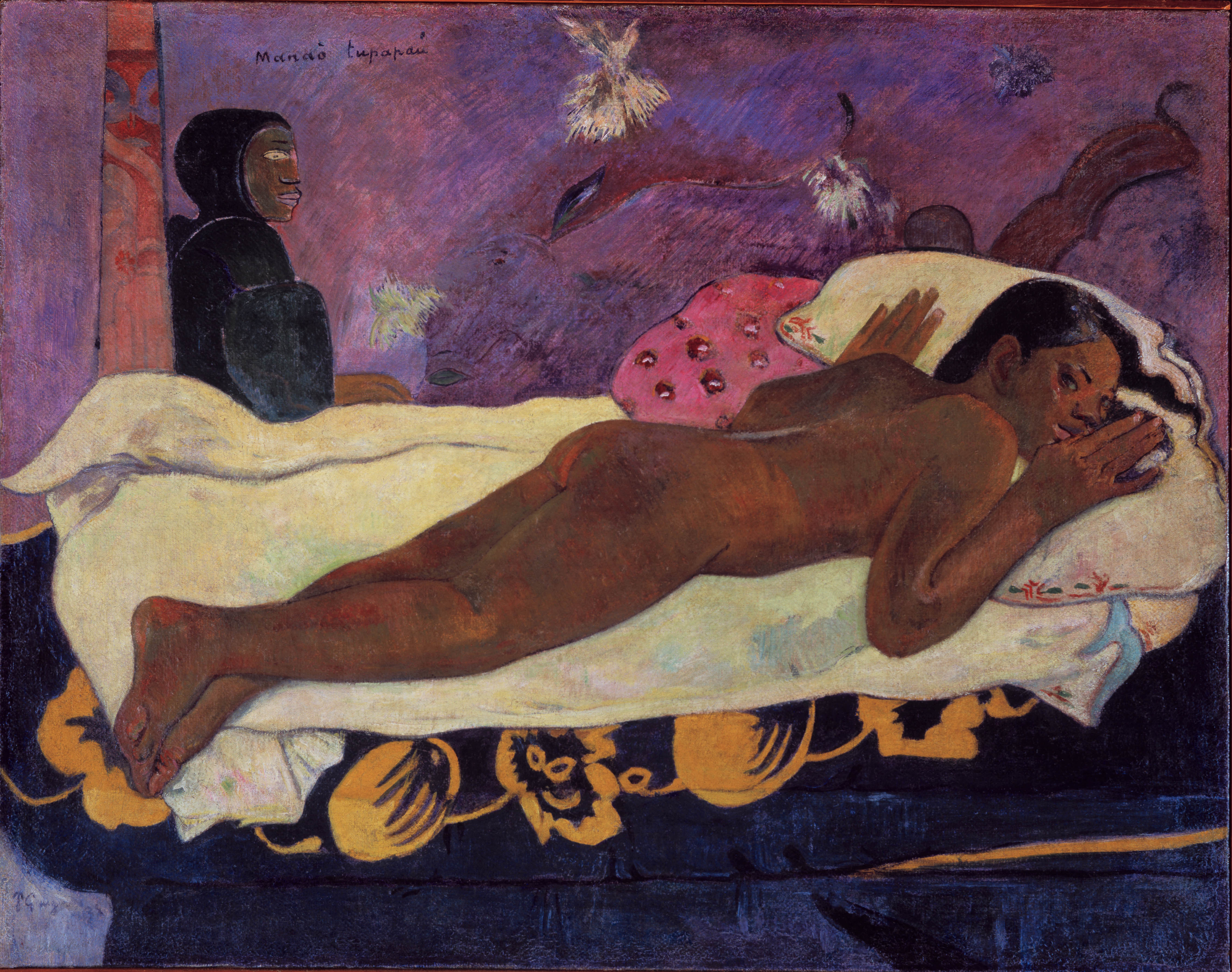
Manao tupapau (De geest van de doden kijkt toe), 1892, Albright-Knox Art Gallery, Buffalo, NY

De werken van Gauguin behoren tot het postimpressionisme. Zijn werk loopt vooruit op het ongebruikelijke kleurgebruik van de fauvisten en de expressionisten.
Na 1888 beschouwde Gauguin zichzelf als symbolist. De kunst van de impressionisten bevredigde Gauguin niet, omdat hij vooral het onzichtbare wilde weergeven, de stemming en gevoelens achter het beeld. Naast olieverfschilderijen maakte Gauguin ook veel grafisch werk, zoals houtsneden, waarvan de wildheid, de directheid hem aansprak.
Na zich eerst aangesloten te hebben bij de impressionisten, begon Gauguin tijdens zijn periode in Bretagne een eigen stijl te ontwikkelen. Hij schilderde daar de vrouwen in klederdracht in een zeer verstilde en geconcentreerde stijl, die vooral de rust en de eenvoud van het boerenleven weer schijnt te geven.
Zijn eigen stijl in die periode duidde Gauguin aan met de term cloisonnisme, een woord dat is afgeleid van de middeleeuwse techniek van het emailleren, het cloisonné, waarbij de vlakjes emaille van elkaar gescheiden worden door metalen randjes. Rond vrijwel alle figuren uit deze tijd, en ook meestal in de latere schilderijen, tot het eind van zijn leven, staan donkere randen geschilderd.
In de periode in Bretagne schilderde Gauguin ook religieuze taferelen, onder andere het doek Het visioen na de preek (ook wel genoemd: Jacob met de engel) uit 1888. Dit schilderij laat een combinatie zien van biddende Bretonse vrouwen met hun witte mutsen en Jacob die stevig door de engel wordt vastgegrepen, dit alles op een uitermate gedurfde knalrode achtergrond, met tussen de vrouwen en de engel een stevige boom, schuin over het doek.
Na zijn vertrek naar de tropen bereikt Gauguin de toppen van zijn kunstenaarschap, al blijkt hij ook een vechtersbaas en een amokmaker. Het prachtige kleurgebruik, de indringende blikken van de Polynesische vrouwen, die gewillig voor hem poseerden, en de geheimzinnige titels van de schilderijen zijn voor de liefhebber van het werk van Gauguin een waar genoegen.
Een voorbeeld is het grote schilderij (375 × 139 cm) met daarop de tekst: D'où venons-nous, Qui sommes-nous? Où allons-nous? (Waar komen we vandaan? Wie zijn wij? Waar gaan we heen?). Op dit schilderij zijn een tiental bijna levensgrote personen afgebeeld, omringd door sprookjesachtige planten, dieren en symbolen uit de Polynesische godsdienst.

## Schilderijen

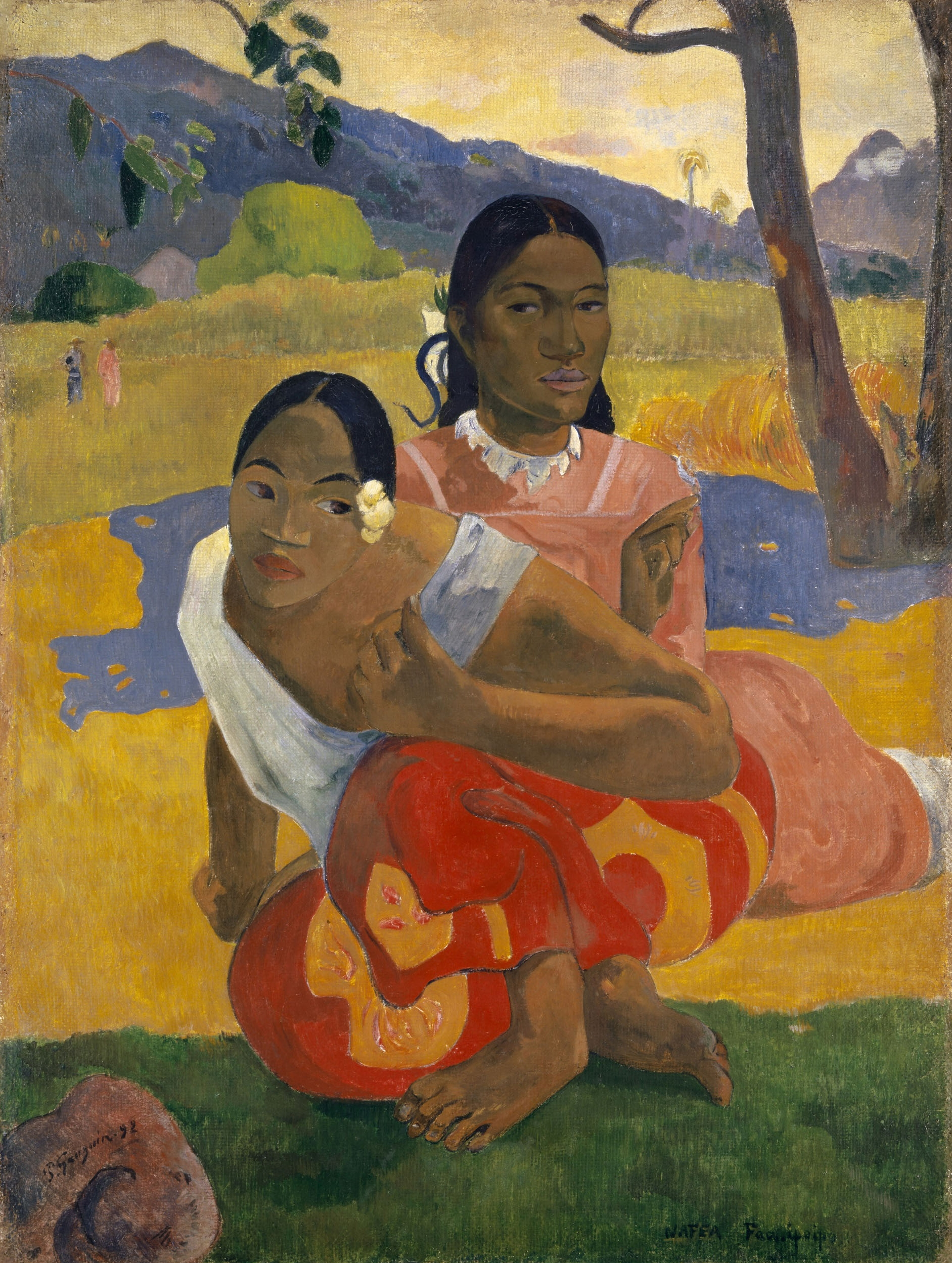
Nafea faa ipoipo

- Onder de mangobomen op Martinique, 1887, olieverf op doek, 89 × 116 cm[3]
- Portret van Van Gogh, zonnebloemen schilderend, 1888, Olieverf op doek, 73 × 91 cm[4]
- Les toits bleus, Rouen, 1884
- Parau Parau (Het gesprek), 1891
- Het zaad van de Areoi, 1892. Olieverf op jute, 92,1 × 72,1 cm[5]
- De maan en de aarde, 1893. Olieverf op jute, 114,3 × 62,2 cm[6]
- Het visioen na de preek of Jacob (in gevecht) met de engel
- De zonnebloemenschilder, 1888
- De gele Christus, 1889
- Fatata te Mouà (Aan de voet van een berg), 1892
- De groene Christus, 1889
- Arii Matamoe (Het koninklijke einde), 1892
- Parau Parau (Het gesprek), 1891
- Tahitiaanse vrouwen op het strand, 1891
- Eu haere ia oe (Waar ga je heen?)
- Te Poipoi (in 2007 is een bedrag van 39,2 miljoen dollar betaald voor dit schilderij.[7])
- Nafea faa ipoipo? (Wanneer zal je trouwen?), 101 × 77 cm, werd door de familie van Rudolf Staechelin verkocht aan een onbekende koper, waarschijnlijk Qatar Museums, in februari 2015 voor een bedrag van ongeveer 300 miljoen dollar.[8]

## Musea (selectie)
De werken van Paul Gauguin zijn te zien in onder meer:
- Musée d'Orsay, Parijs[9]
- Metropolitan Museum of Art, New York[10][11] en Museum of Modern Art, New York
- National Gallery of Art, Washington[12]
- Guggenheim museum, New York
- Nationale Galerie (Praag), Praag
- Van Gogh Museum, Amsterdam

## Tentoonstellingen (selectie)
- Paul Gauguin: Paris, 1889 in het Cleveland Museum of Art in Cleveland[13] van 4 oktober 2009 t/m 18 januari 2010[14]
- Gaugain De doorbraak naar moderniteit.[15] in het Van Goghmuseum in Amsterdam van 19 februari - 6 juni 2010
- Paul Gauguin in het National Museum of Modern Art in Tokio[16] van in het 3 juli t/m 23 september 2009
- Gaugain in Tate Modern[17] in van 30 september 2010 t/m 16 januari 2011
- Gauguin & Laval op Martinique.[18] in het Van Gogh Museum in Amsterdam van 5 oktober 2018 - 13 januari 2019

## Galerij

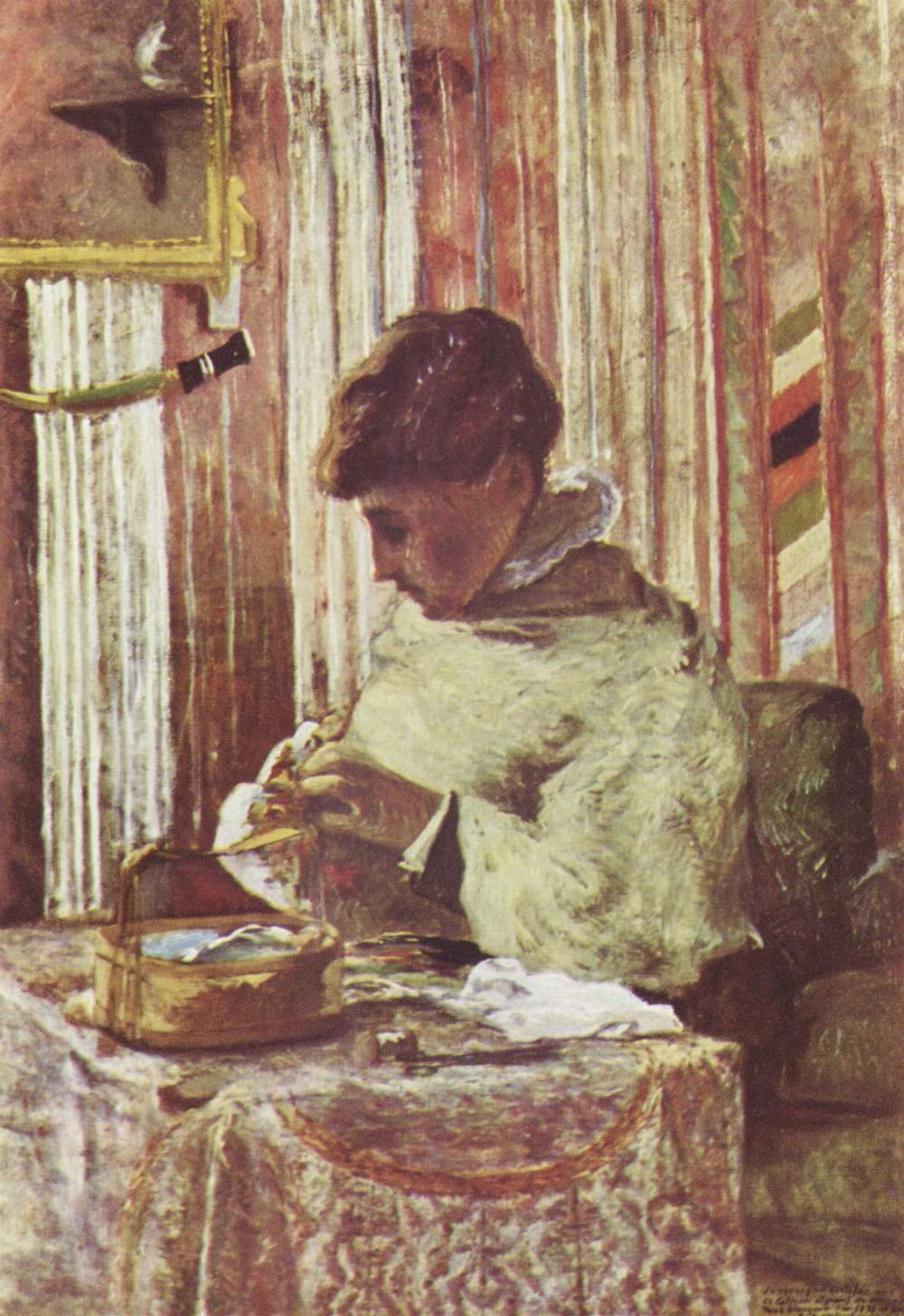
Portret van Madame Gauguin (± 1880-1881)
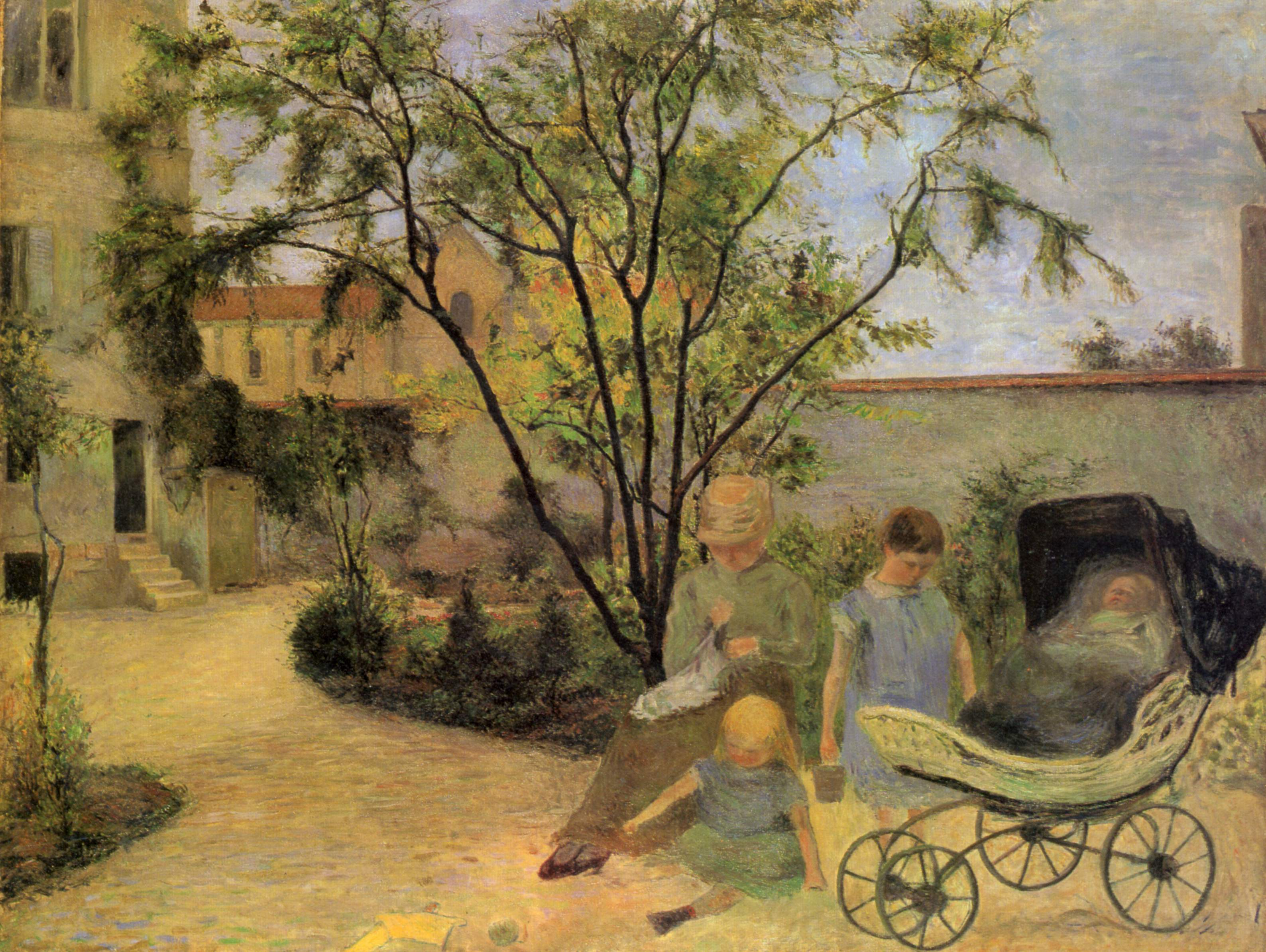
Tuin in Vaugirard (1881)
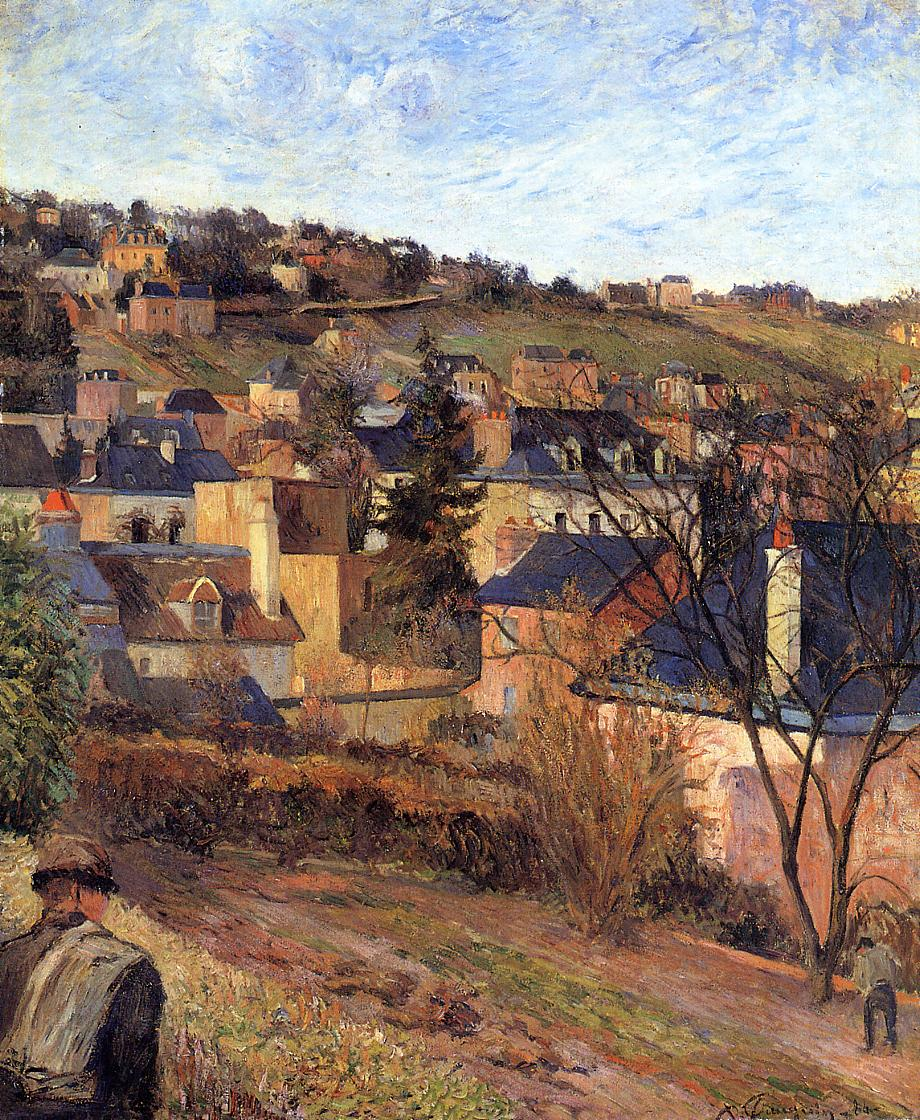
De blauwe daken, Rouen
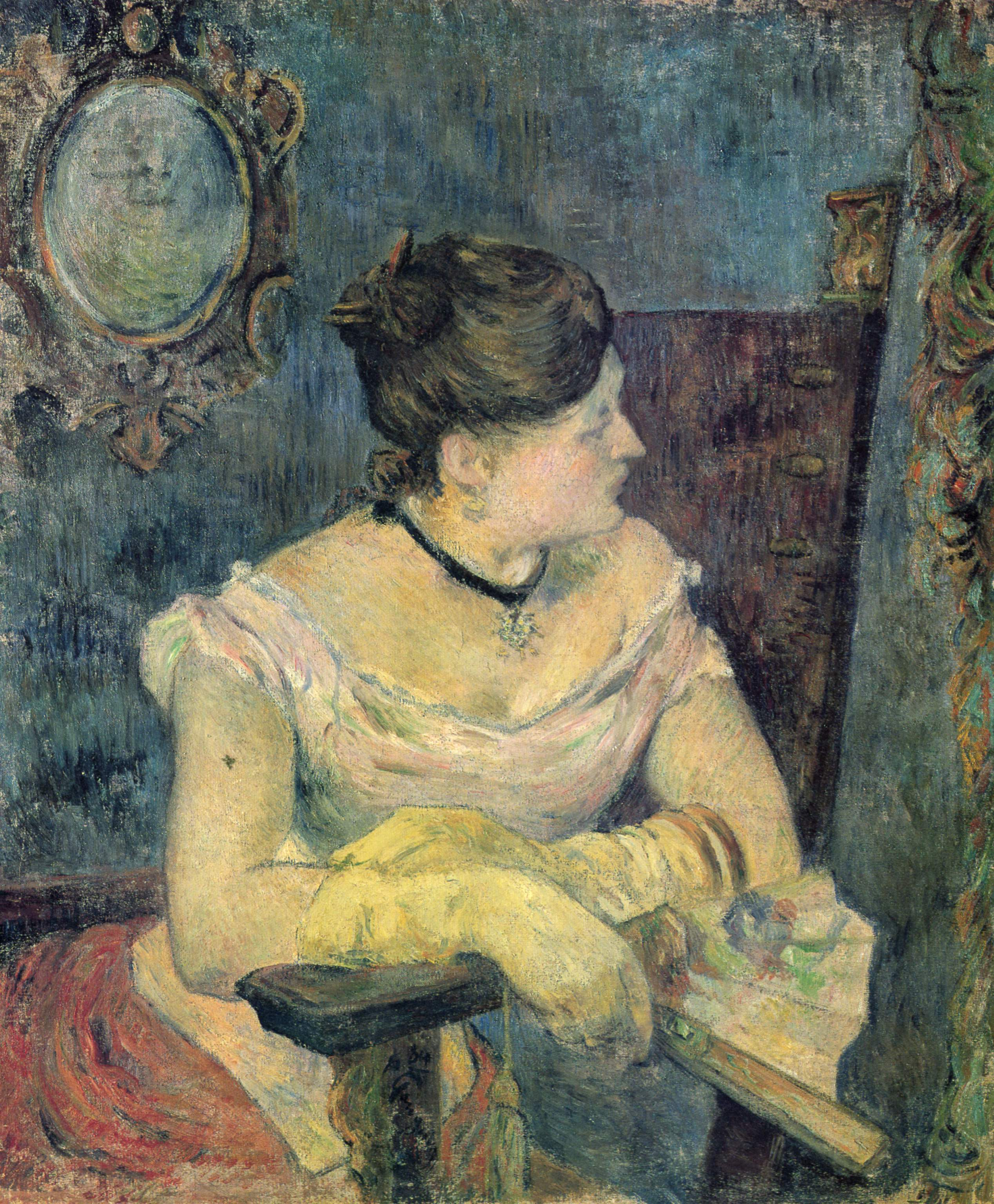
Madame Gauguin in avondjurk (1884)
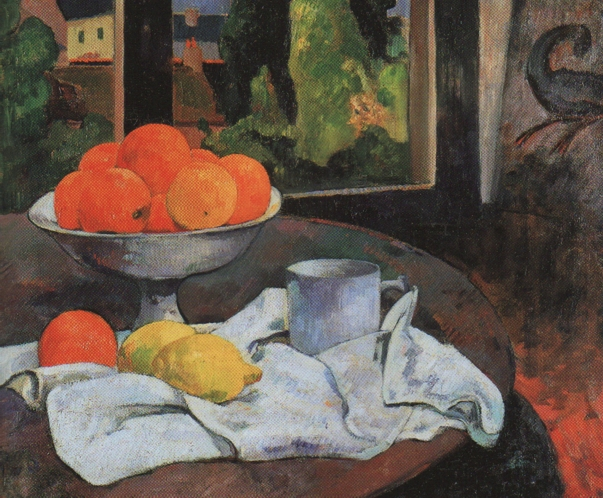
Stilleven-fruit (± 1880's)
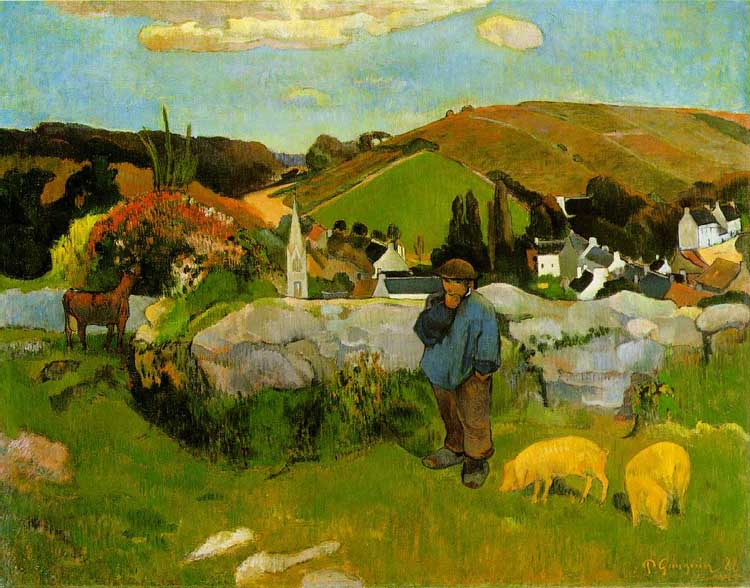
Le gardien de porcs, Bretagne (1888)
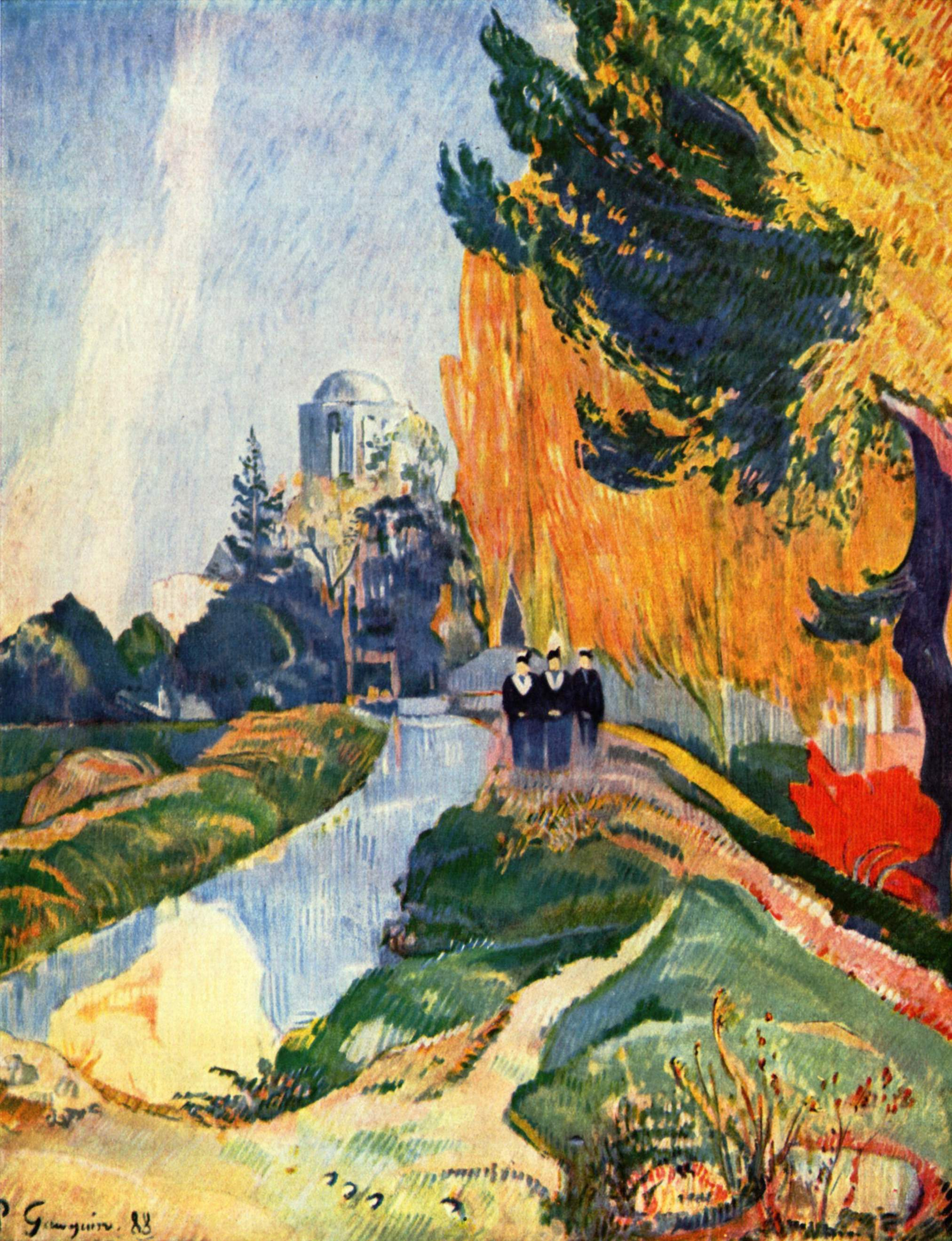
Les Alyscamps (1888)
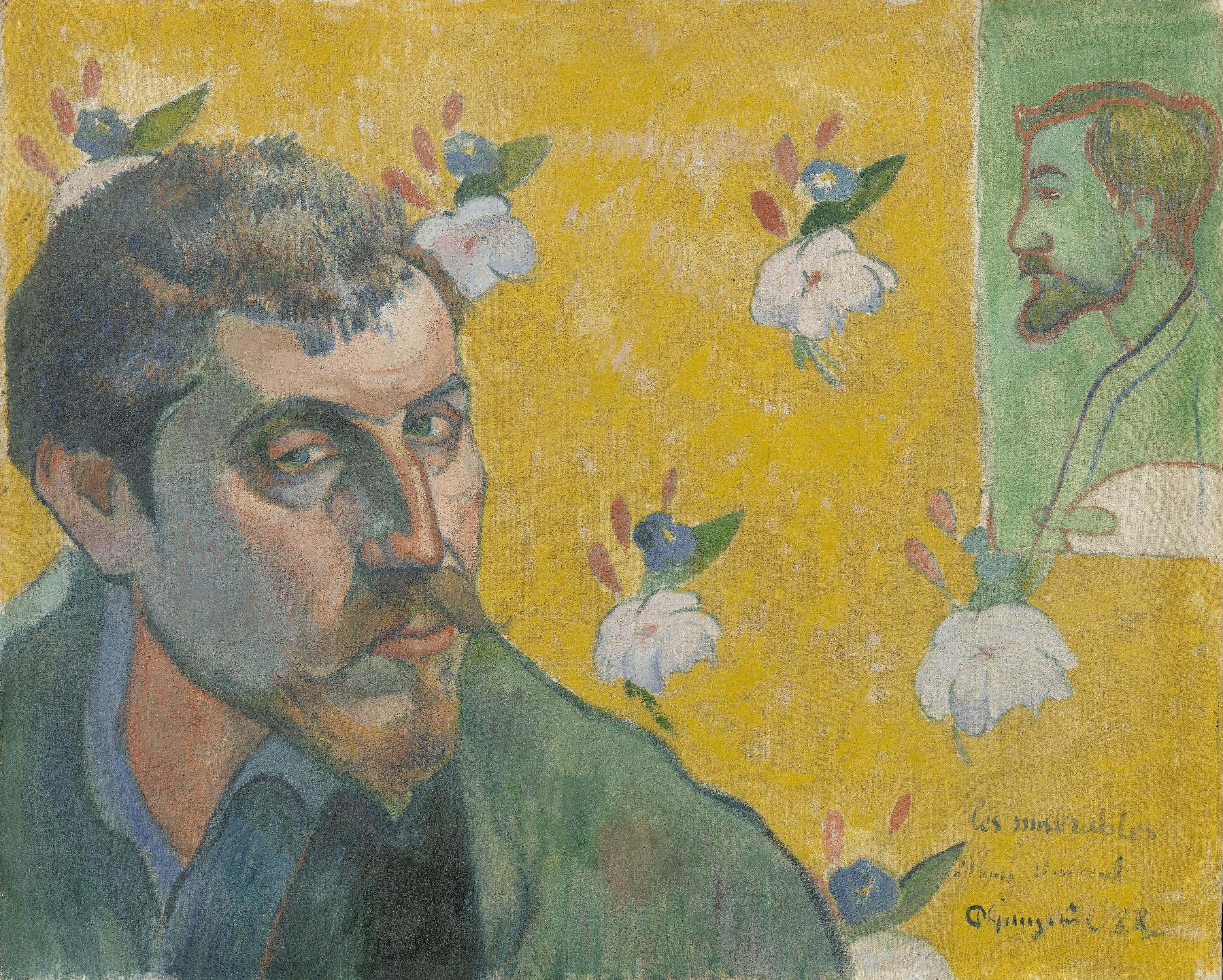
Zelfportret met portret van Bernard (1888)
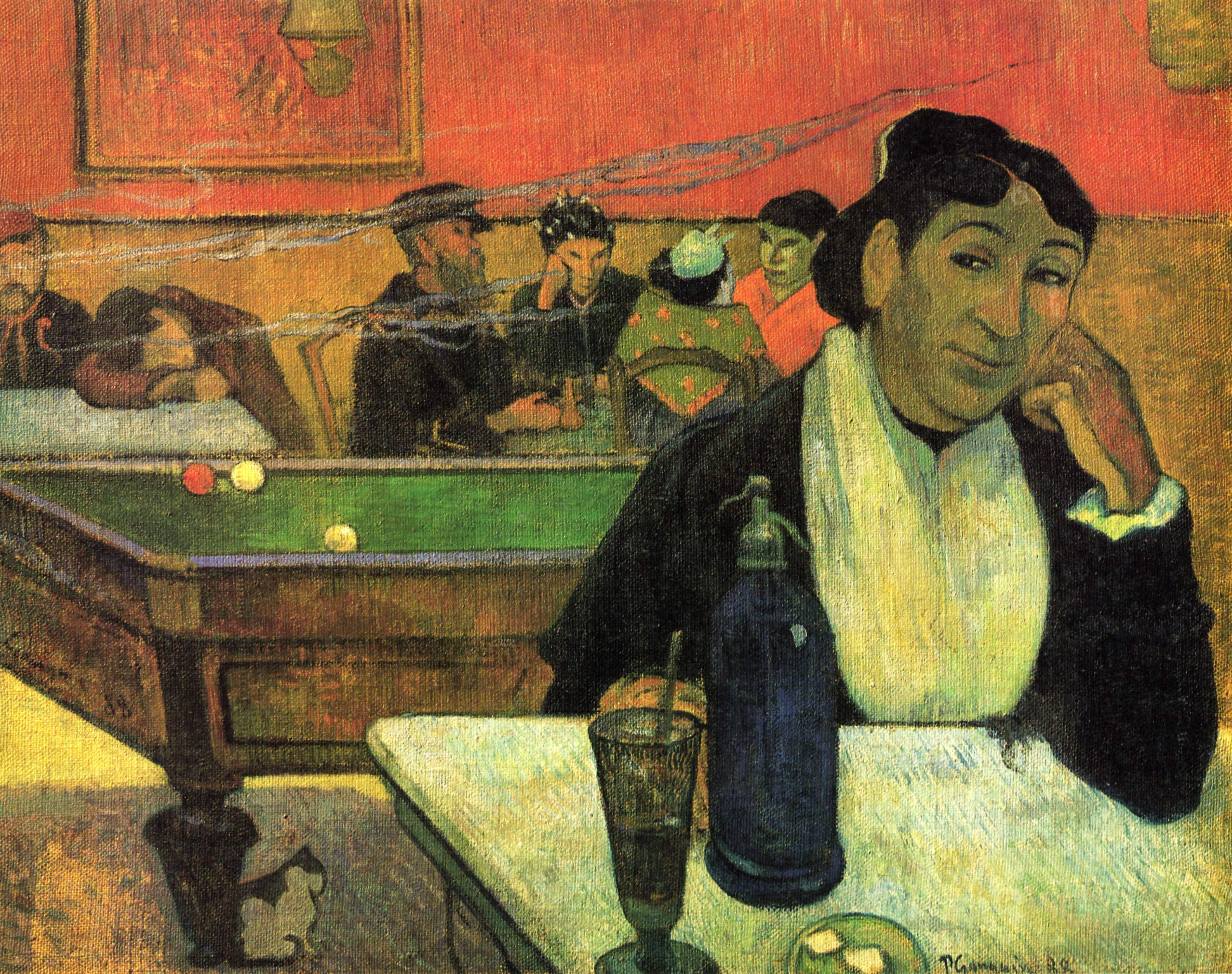
Nachtcafé in Arles, (Mme Ginoux) (1888)
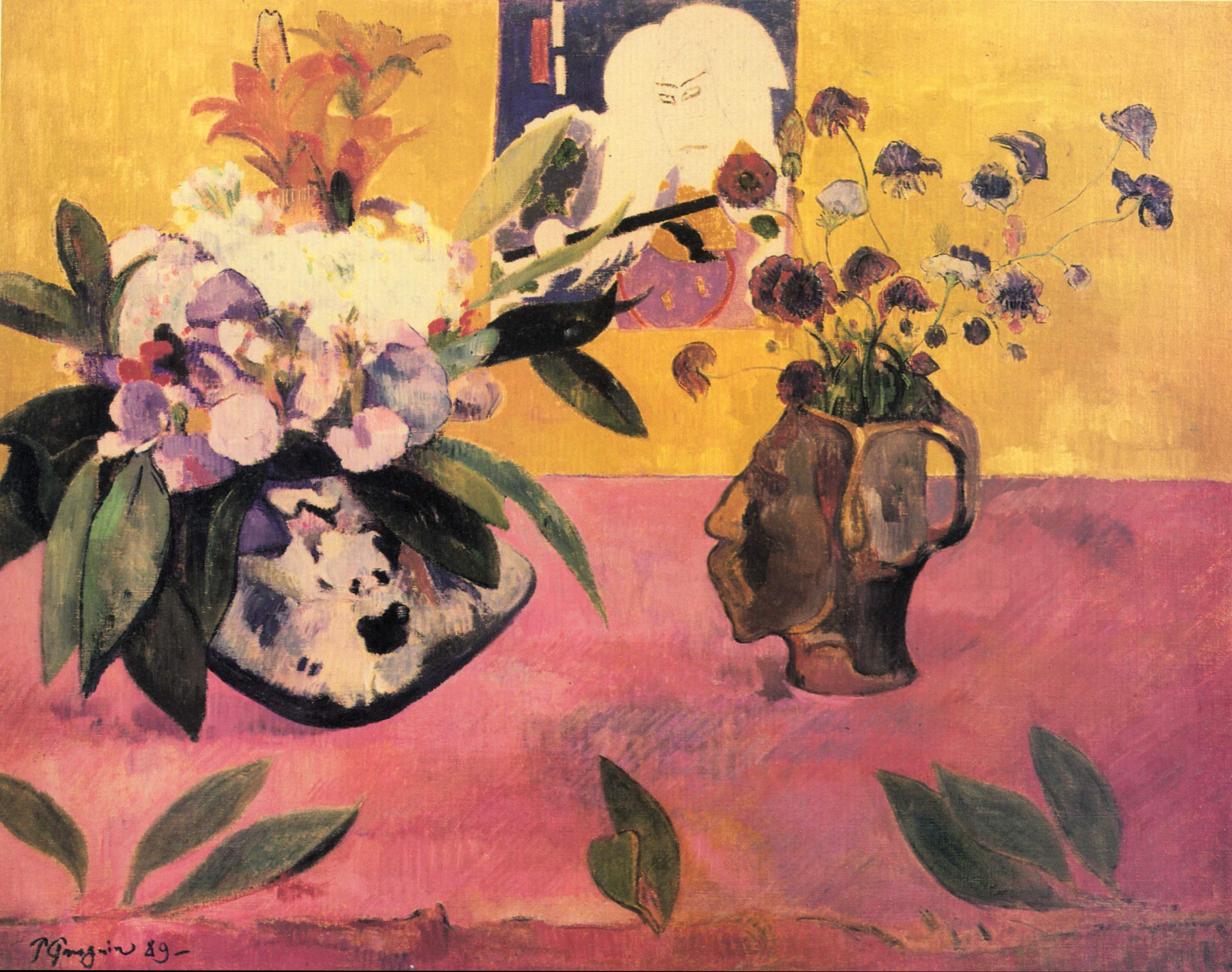
Nature morte à l'estampe japonaise (1889)
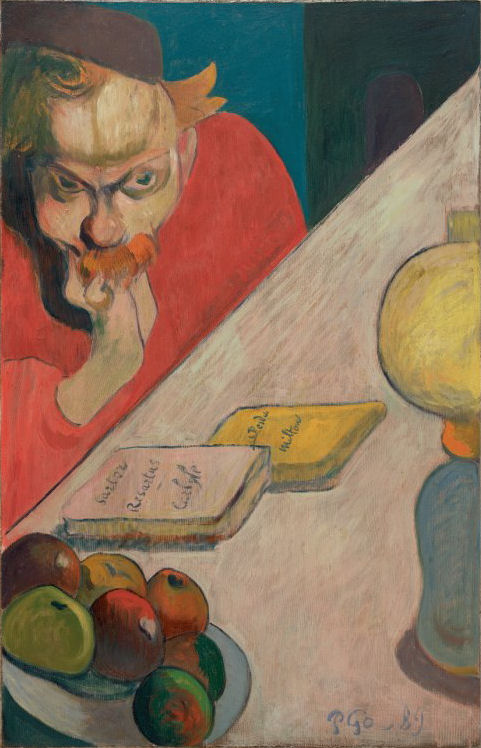
Meijer de Haan in het lamplicht (1889-1890)
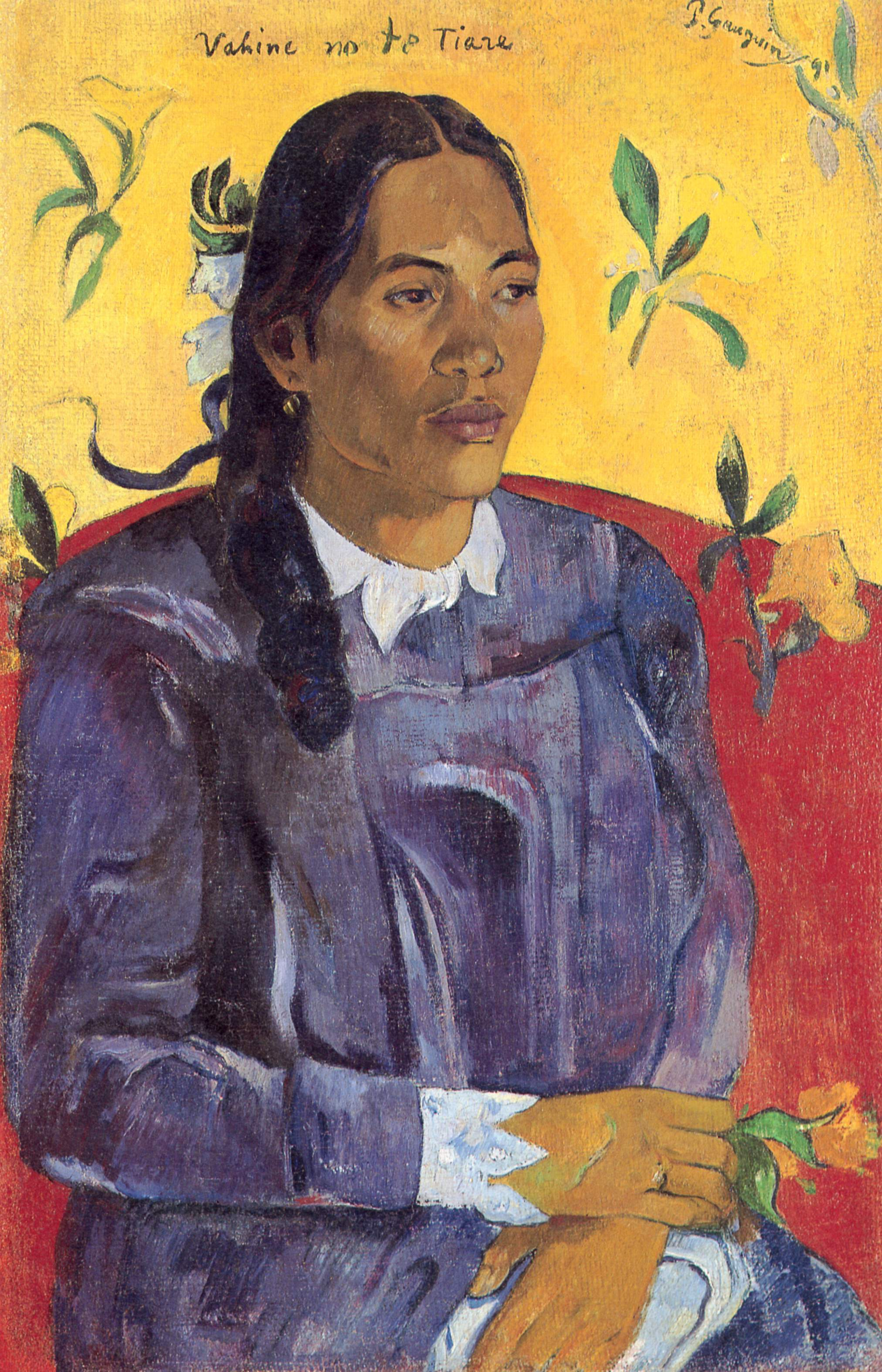
Vahine no te tiare (Vrouw met een bloem) (1891)
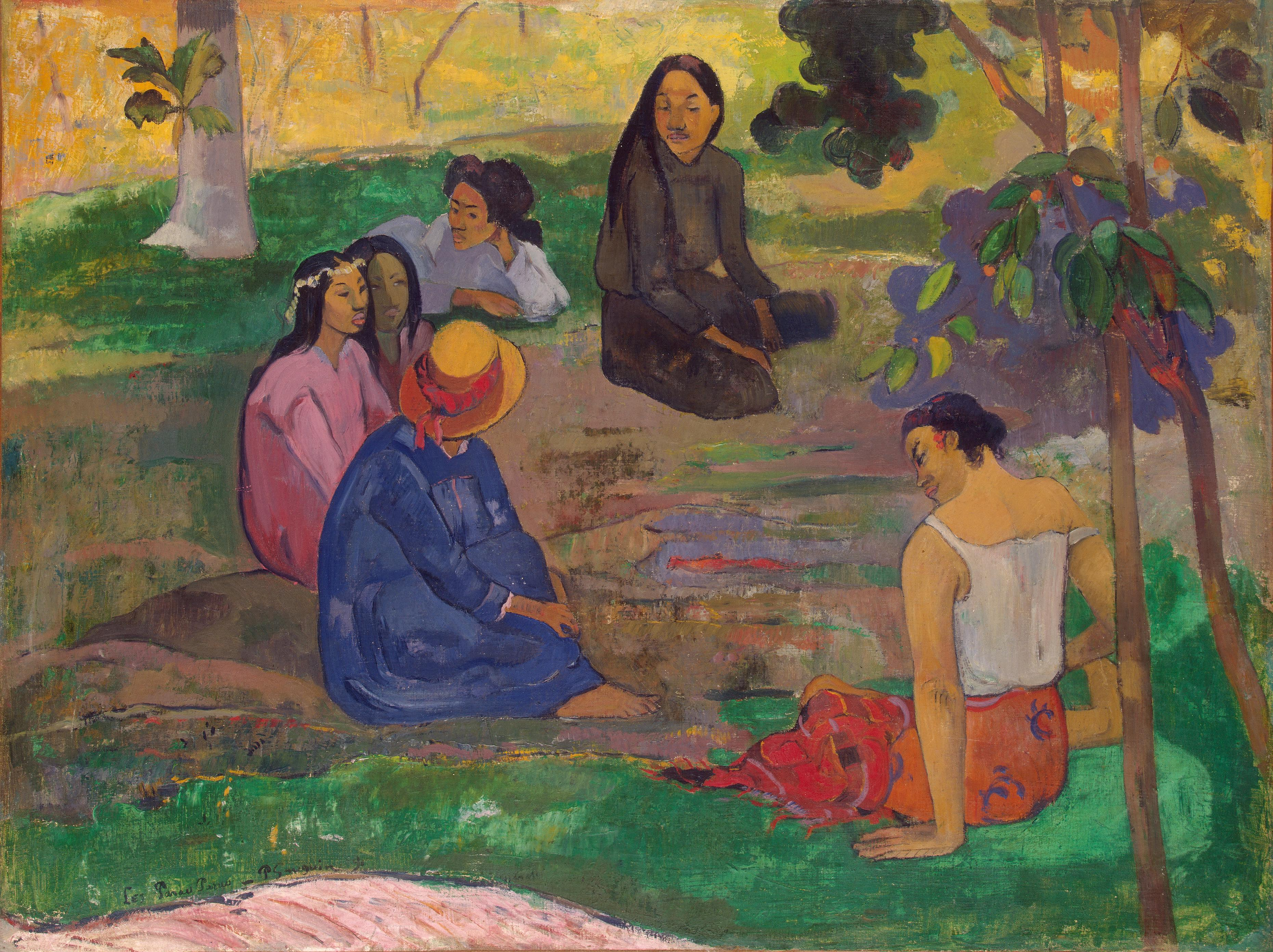
Parau Parau (Het gesprek) (1891)
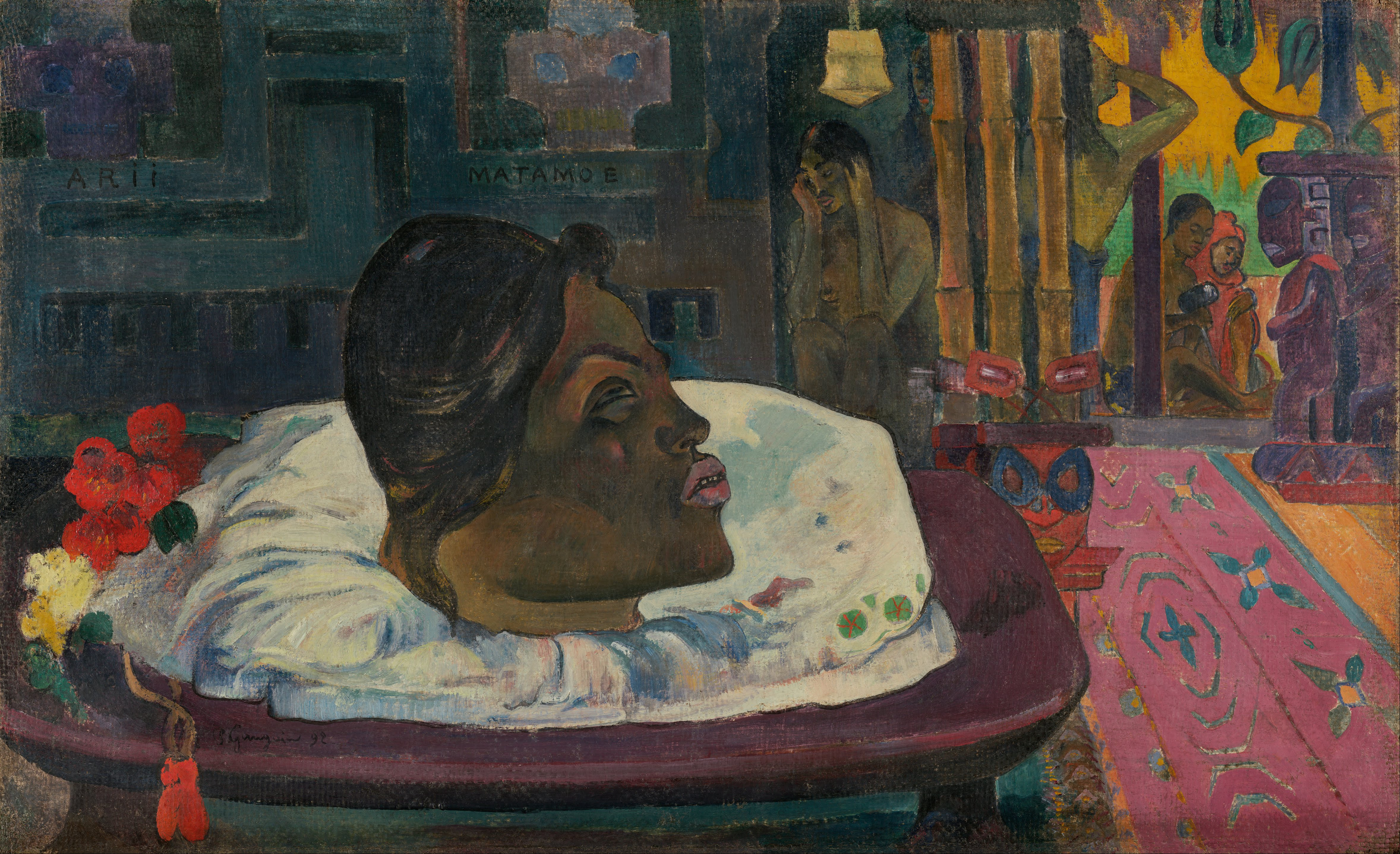
Arii Matamoe (Het koninklijke einde) (1892)
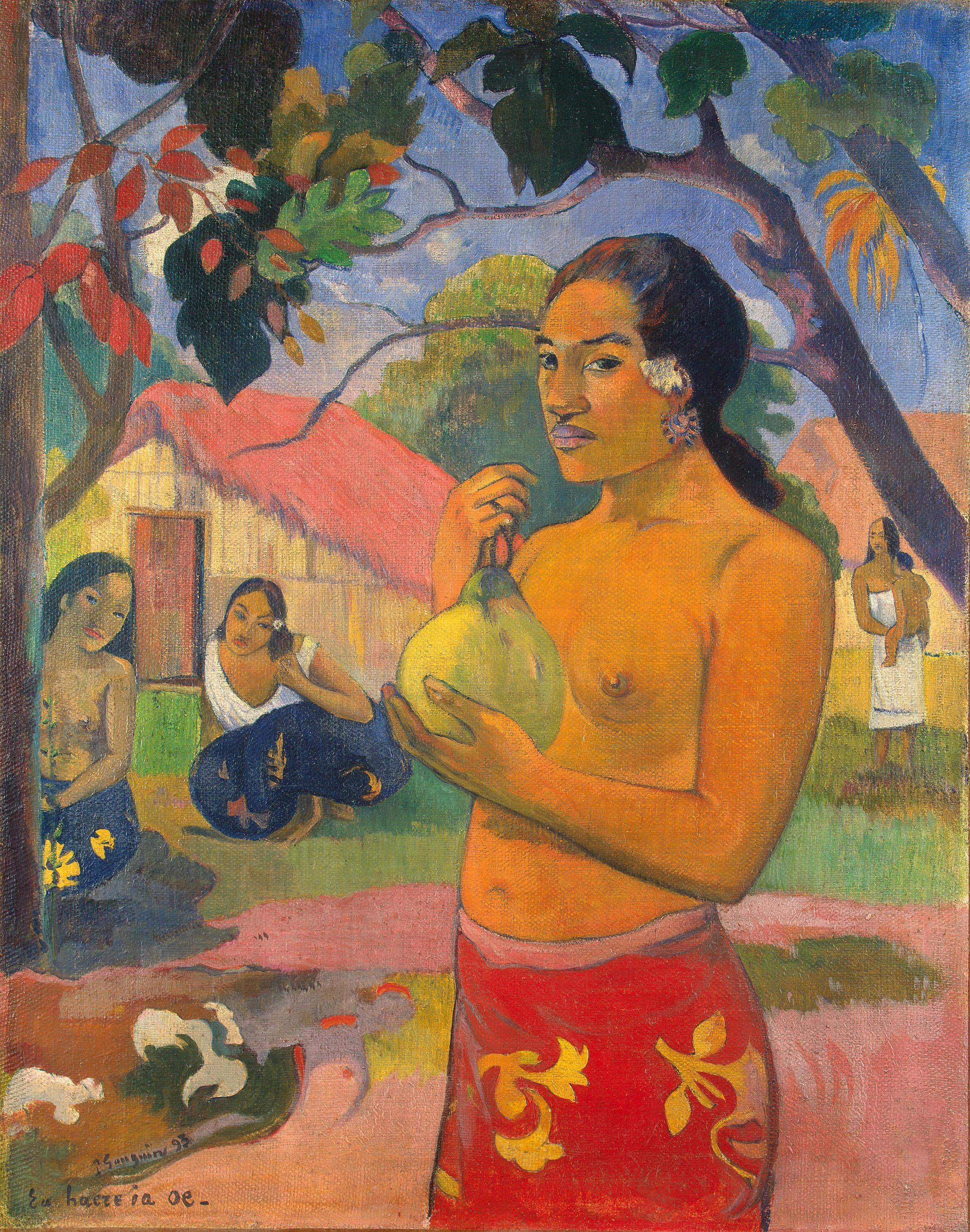
Eu haere ia oe (Waar ga je heen?) (1893)
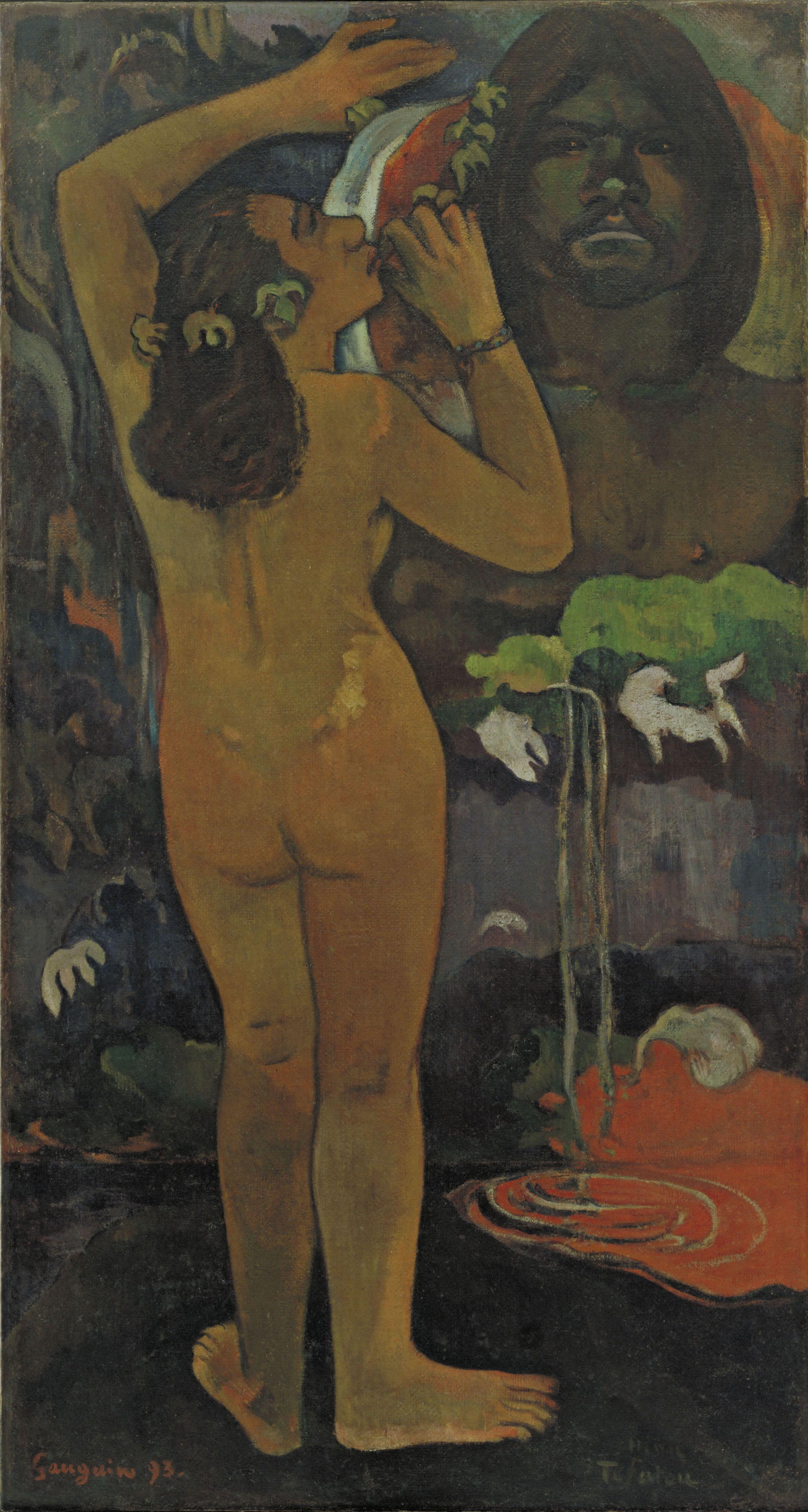
De maan en de aarde (Hina tefatou) (1893)
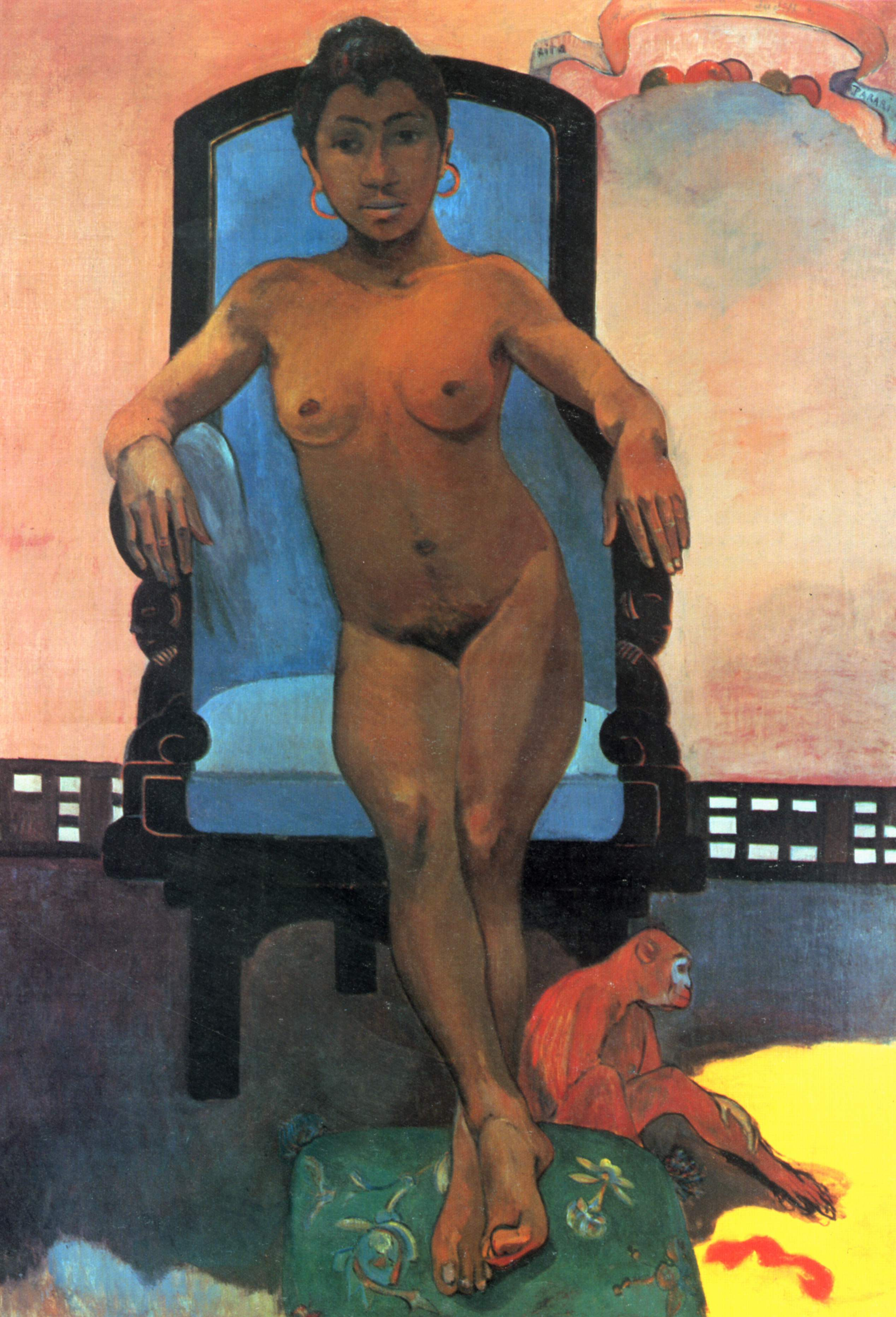
Annah, de Javanerin (1893)
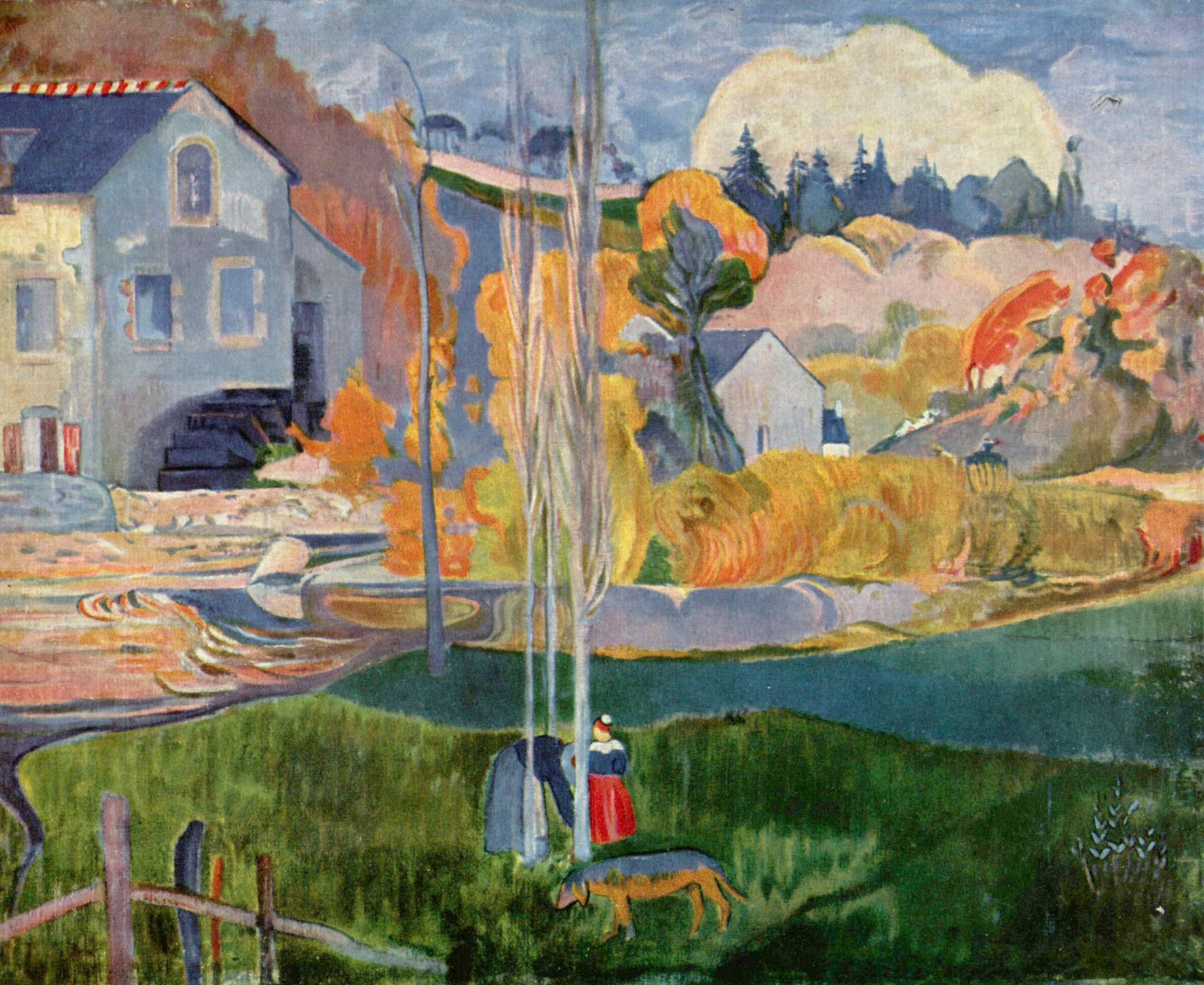
Watermolen in Pont-Aven (1894)
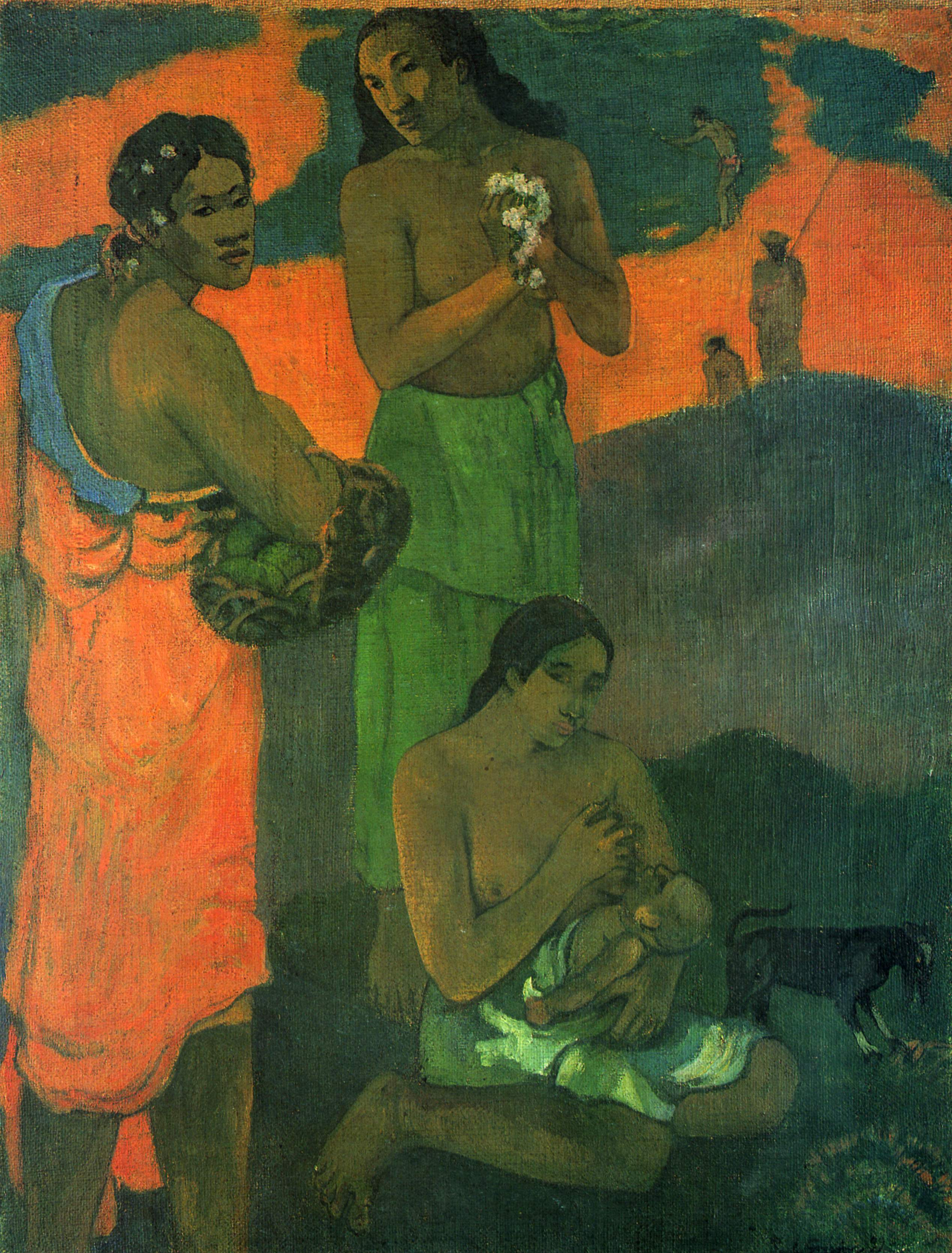
Maternité (1899)
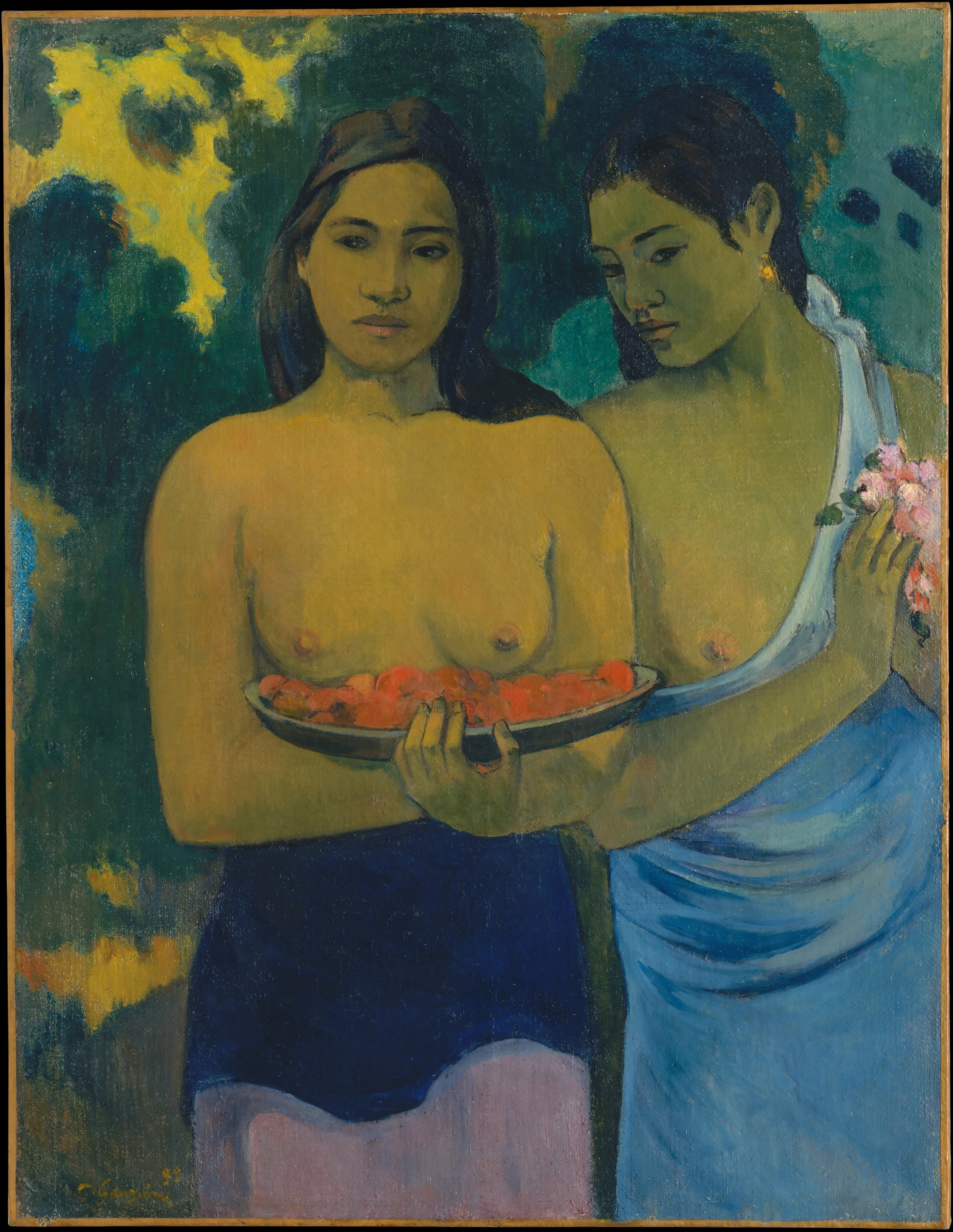
Deux Tahitiennes (1899), olieverf op linnen,
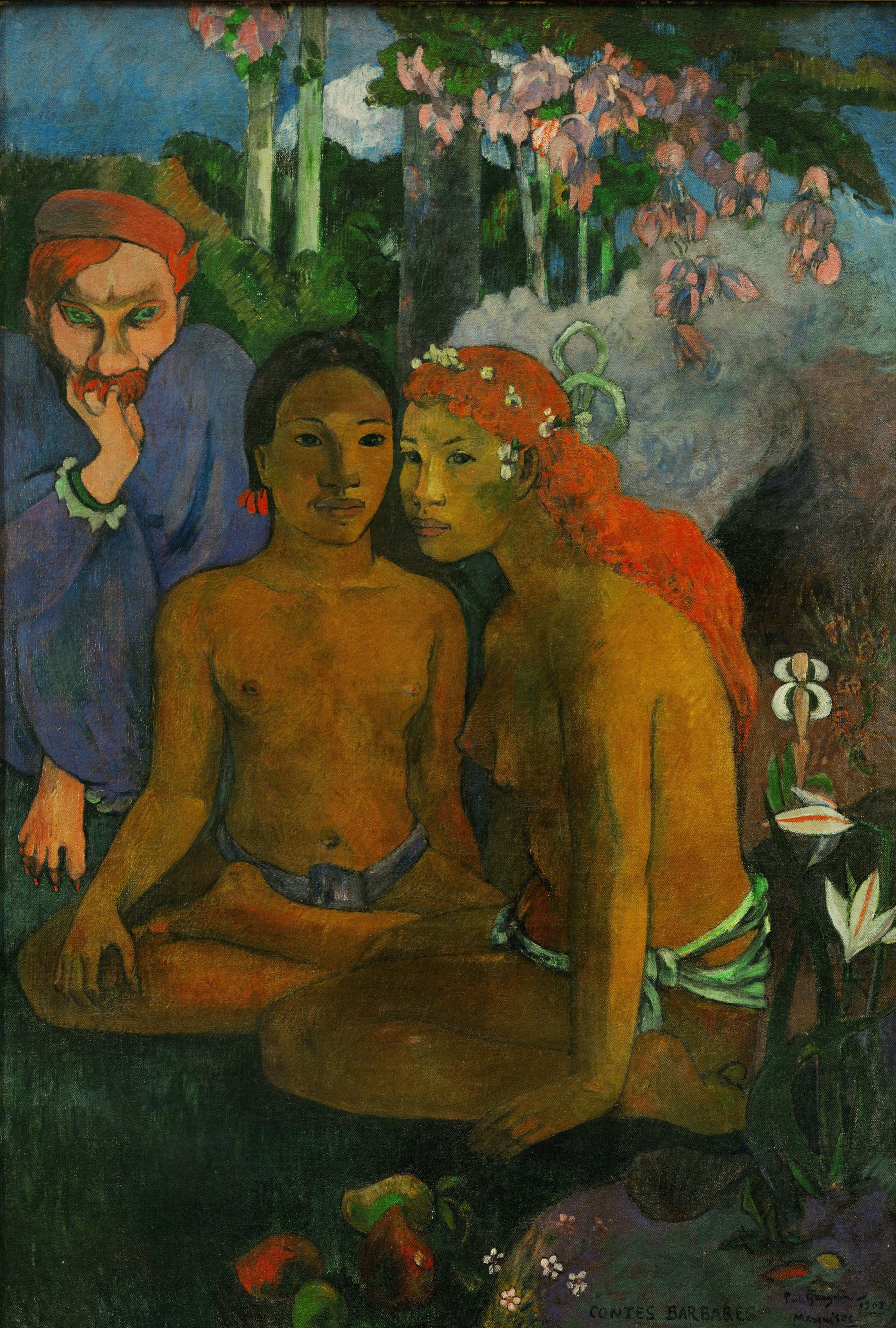
Contes barbares (Exotisch Gezegde) (1902)
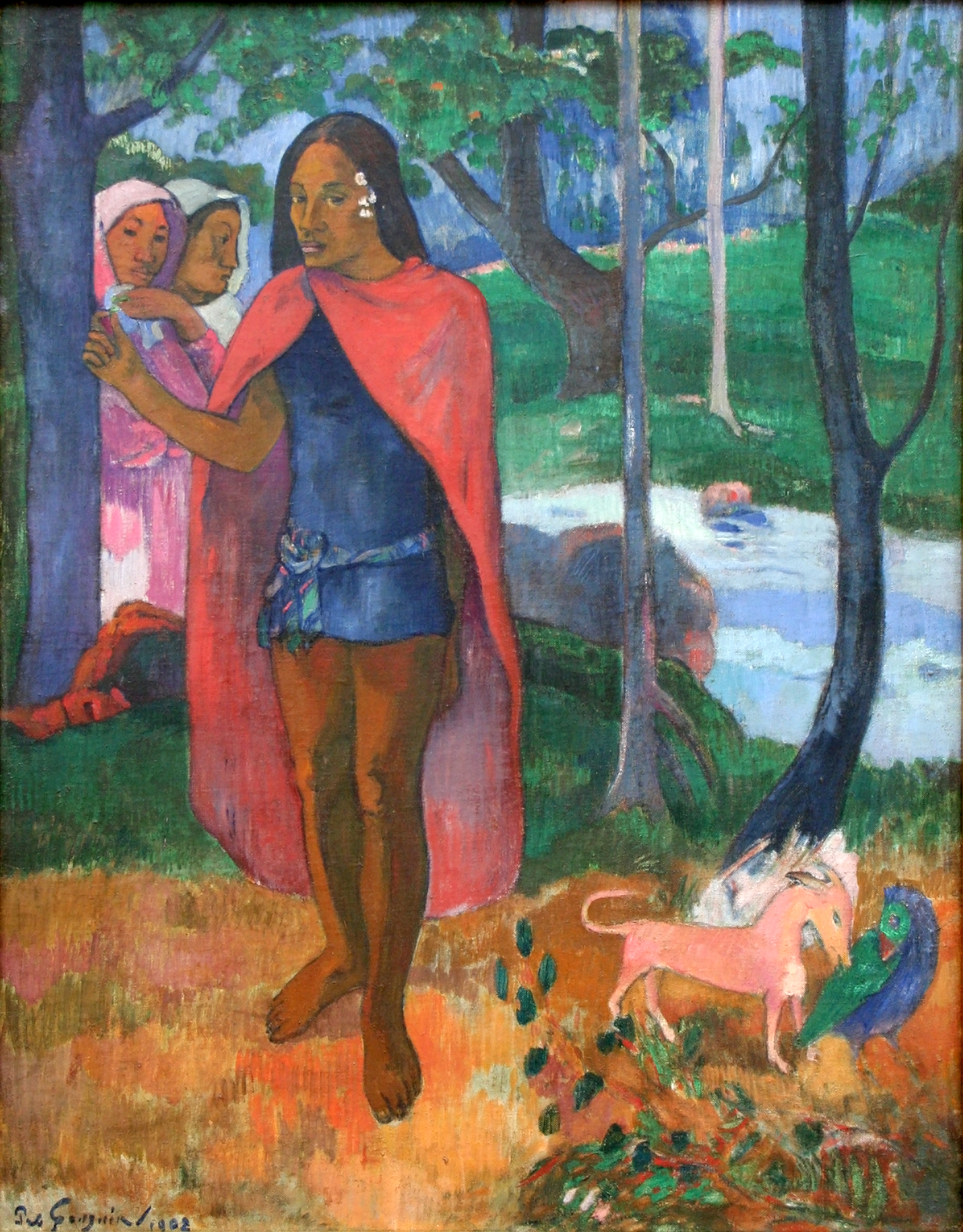
De tovenaar van Hiva Oa (1902)
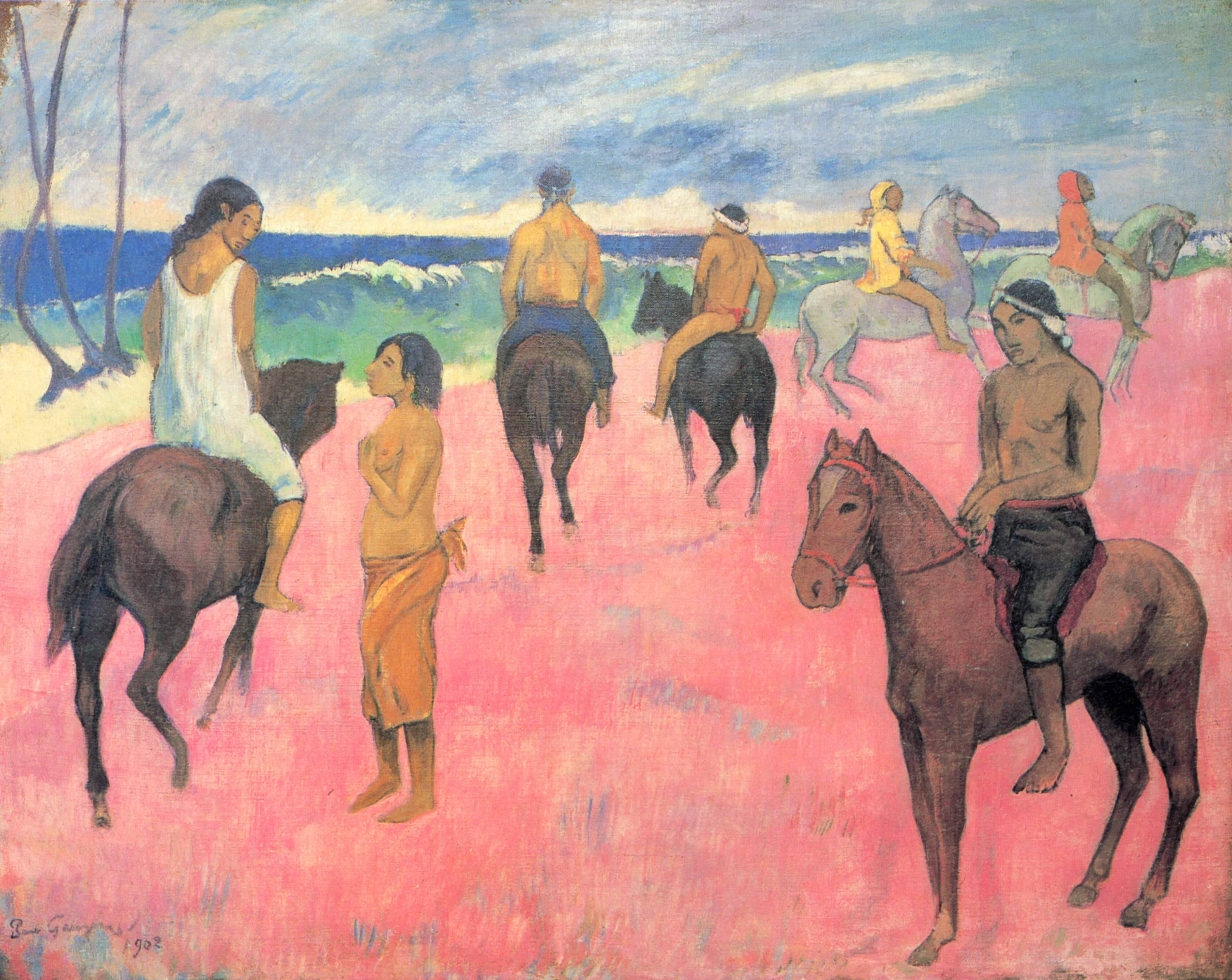
Cavaliers sur la plage (1902)
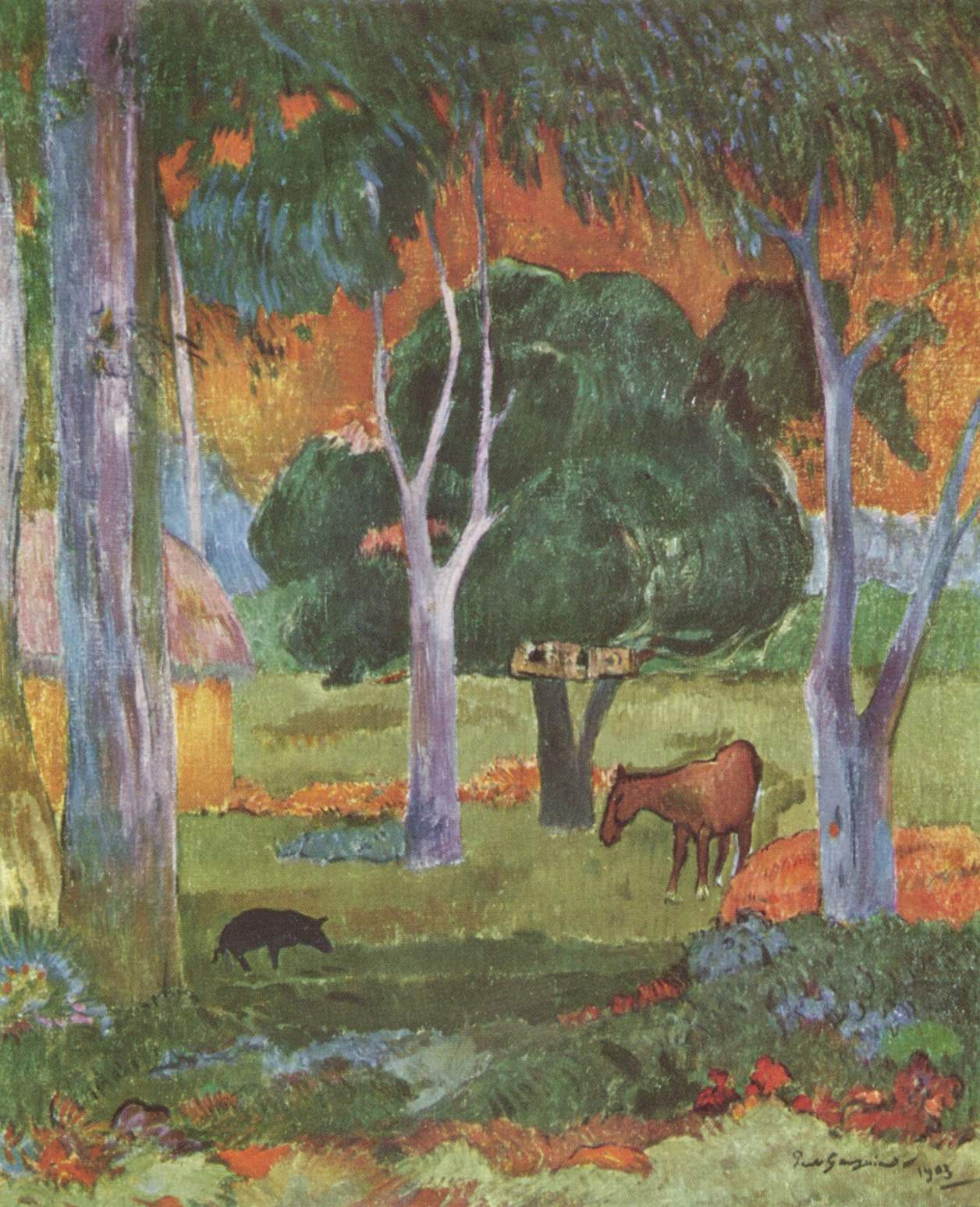
Landschap van La Dominique (Hiva OAU) (1903)
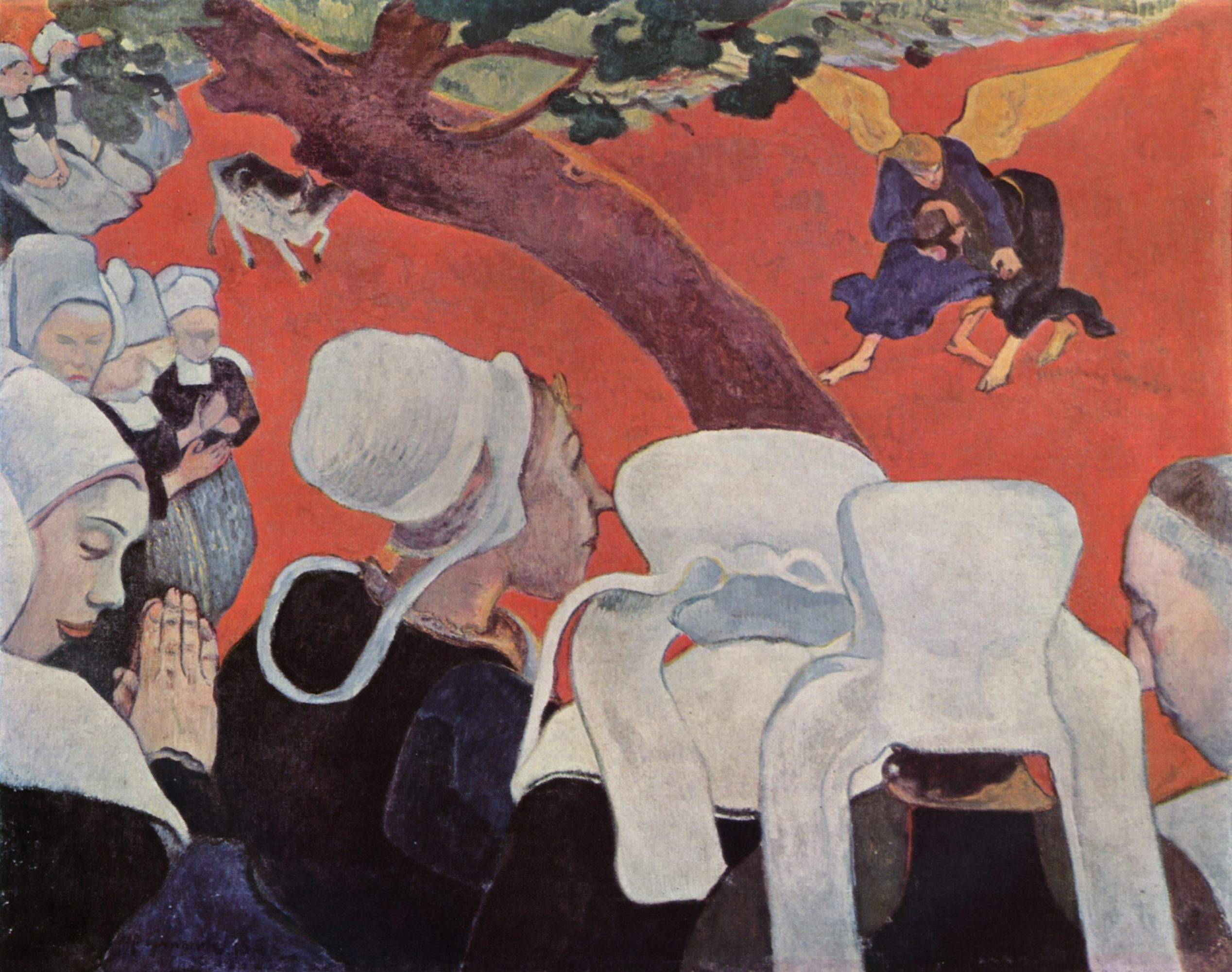
La vision après le Sermon (La Lutte de Jacob avec l’Ange) (1888)

## Zelfportretten

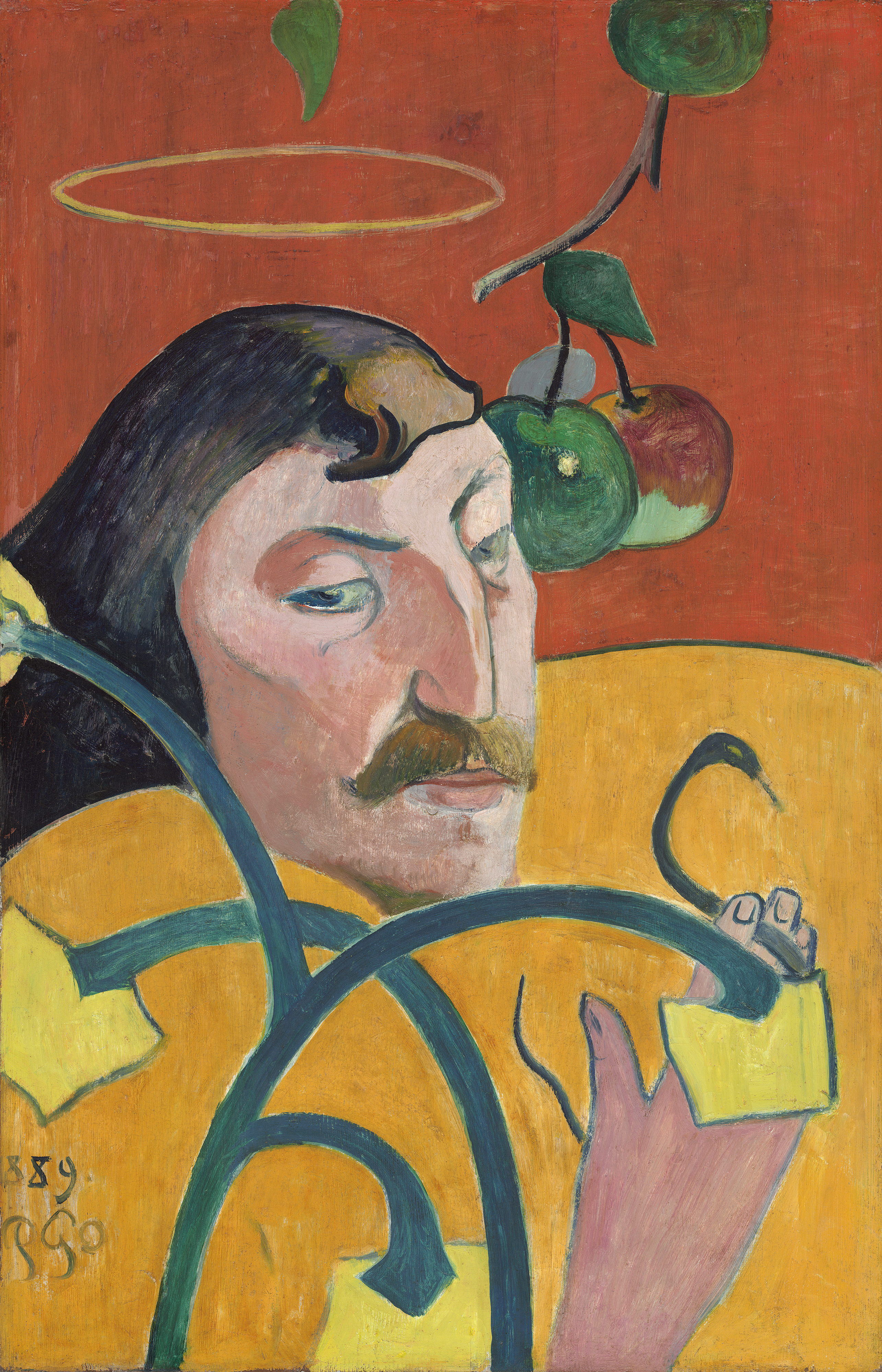
Zelfportret (1889), National Gallery of Art, Washington, DC
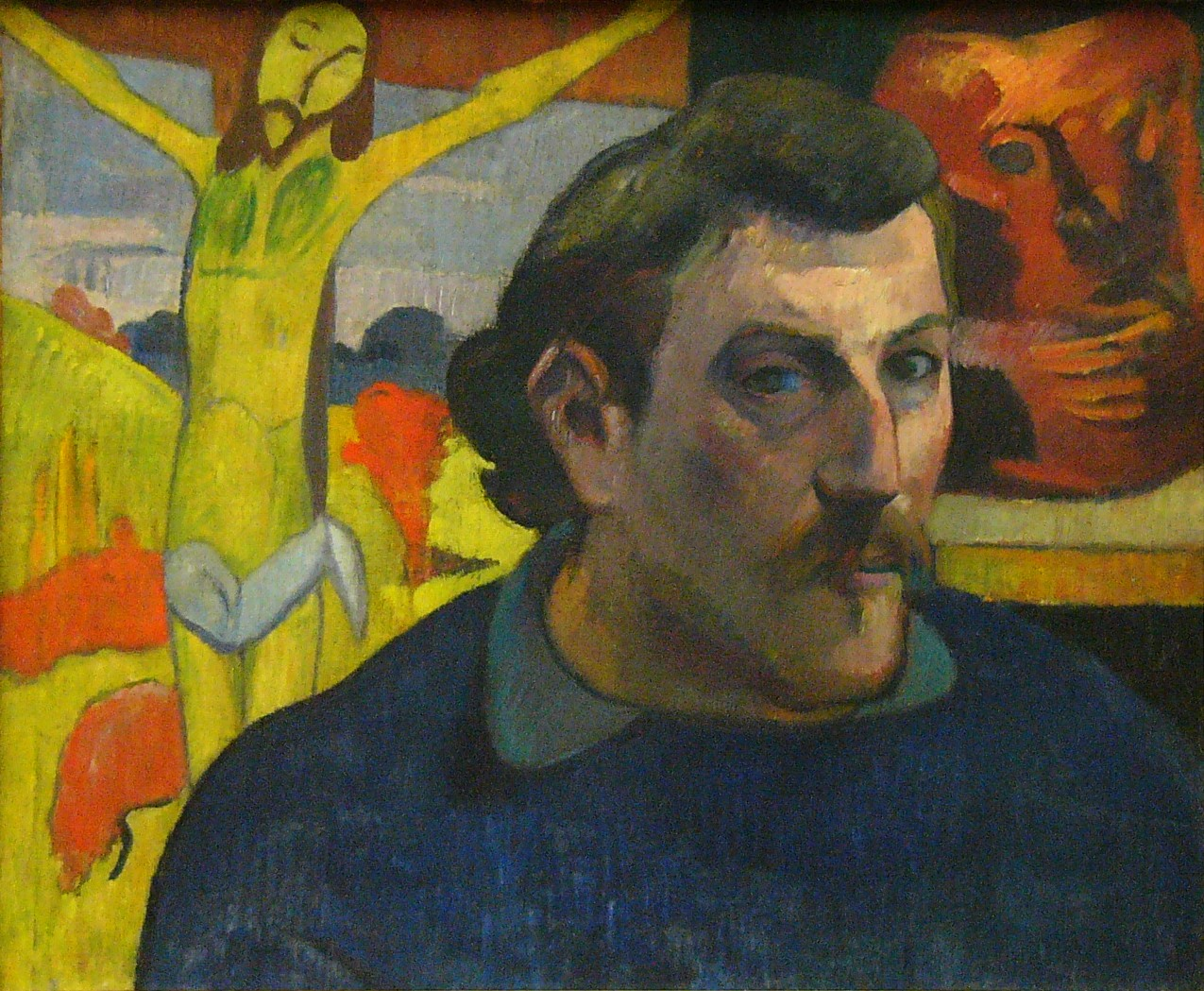
Zelfportret (1889-1890)
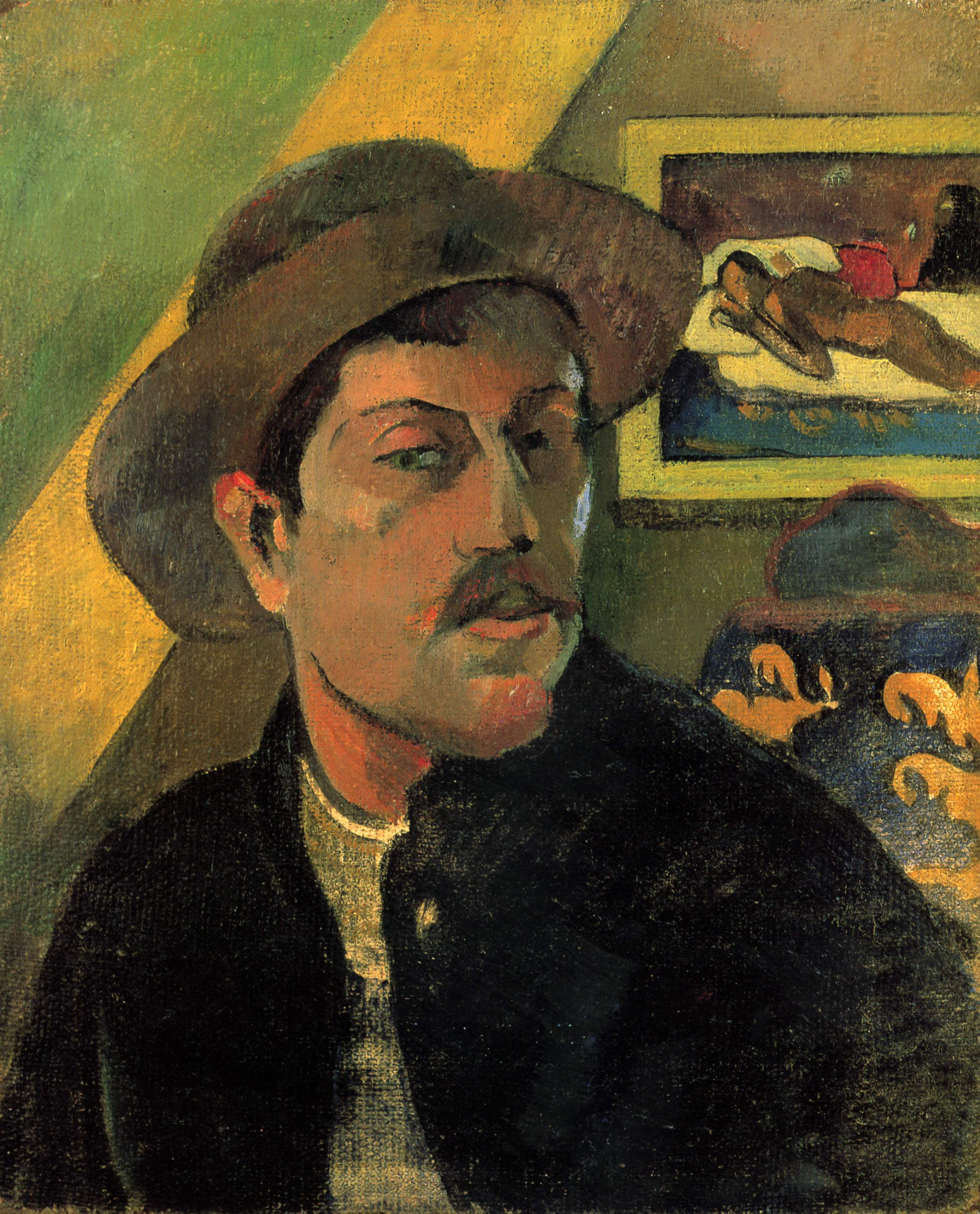
Zelfportret (1893)
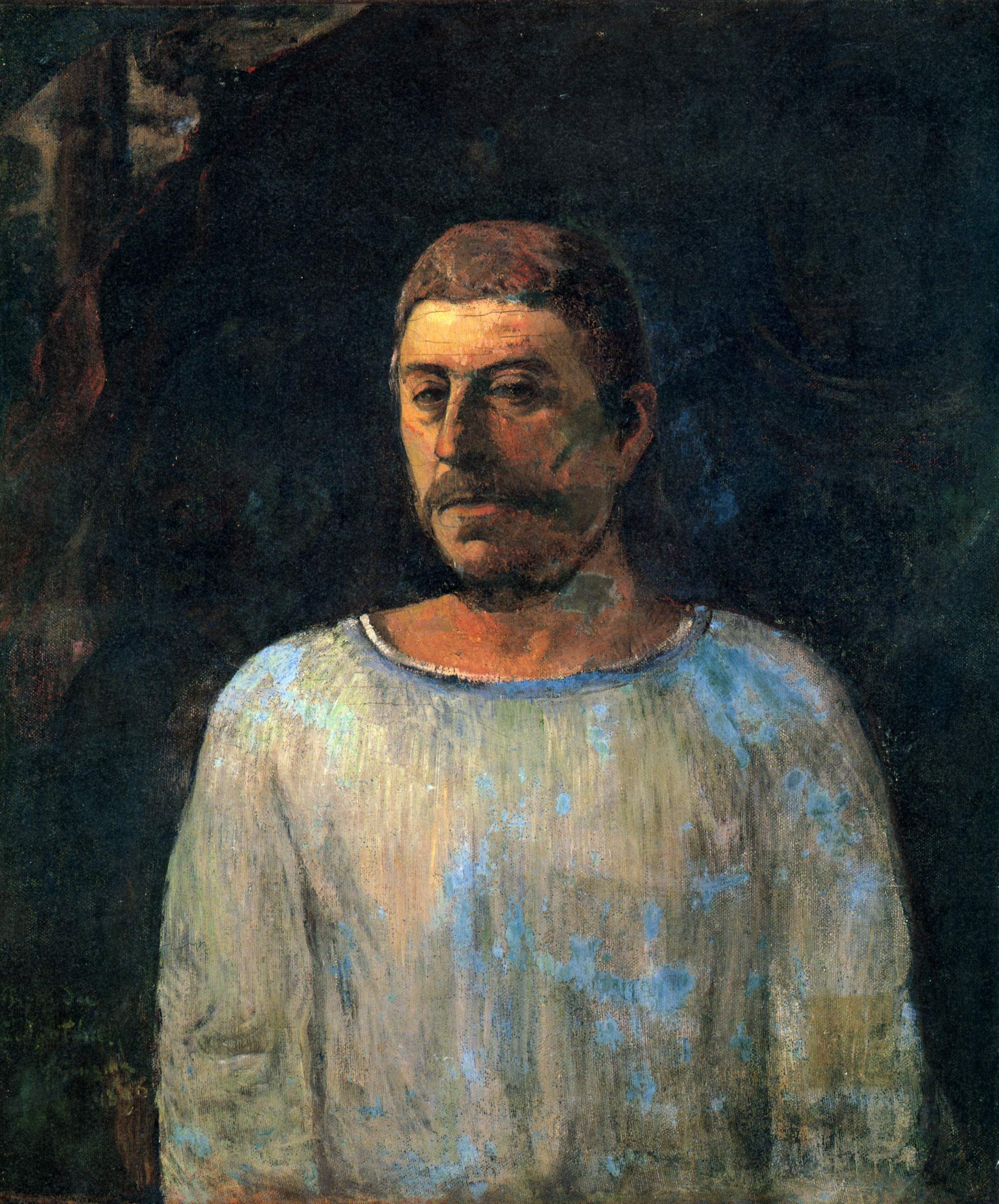
Zelfportret (1896)